# 뉴질랜드
뉴질랜드(영어: New Zealand) 또는 아오테아로아(마오리어: Aotearoa)는 오세아니아의 오스트랄라시아에 위치한 섬나라이자 왕정 주권국이다. 뉴질랜드는 북섬과 남섬, 그리고 600여 개의 작은 섬들로 구성되어 있다. 뉴질랜드의 총 육지 면적은 268,000 제곱킬로미터 (103,500 mi2)이다. 뉴질랜드는 오스트레일리아와 태즈먼해를 사이에 두고 2,000km 정도 떨어져 있고 뉴칼레도니아, 피지, 통가와 같은 태평양 북서부의 도서와는 남쪽으로 1,000km 이상 떨어져 있다. 지리적 고립으로 인해 뉴질랜드는 인간이 정착한 마지막 땅이 되었다. 또한 오랜 고립 기간 동안, 뉴질랜드에서는 독특한 생물적 다양성이 발전했다. 뉴질랜드의 다양한 지형과 높은 봉우리들은 화산 폭발과 육지의 융기로 인해 형성된 경우가 많다. 뉴질랜드의 수도는 웰링턴이고, 인구가 가장 많은 도시는 오클랜드이다.
1250년과 1300년 사이에 뉴질랜드의 섬에 폴리네시아인이 정착하였고, 독특한 마오리 문화를 발전시켰다. 1642년 네덜란드 탐험가 아벌 타스만이 유럽인으로서 처음으로 뉴질랜드를 발견했다. 1840년, 영국의 대표와 마오리족의 수장들이 와이탕이 조약을 체결하였고, 뉴질랜드의 주권이 영국에 있음을 선언했다. 1841년 뉴질랜드는 영국의 식민지가 되었고, 1907년에는 자치령이 되었으며, 1947년 영국으로부터 완전히 독립했지만, 영국의 군주가 국가원수로 남게 되었다. 오늘날, 뉴질랜드의 인구는 총 490만 명으로, 이 중 대다수가 유럽계이다. 원주민인 마오리족이 소수민족의 다수를 차지하고 있으며 아시아계와 태평양 제도 지역의 사람들이 그 다음으로 많다. 뉴질랜드의 문화는 마오리 문화와 초기 영국 정착인들의 문화에서 기여된 것이 많지만, 뉴질랜드로의 이주가 증가함에 따라, 문화 범위도 넓어지고 있다. 뉴질랜드의 공식언어는 마오리어와 뉴질랜드 수어다. 그러나, 영어가 실질적인 공식언어로 가장 많이 쓰인다.
뉴질랜드는 선진국으로 분류된다. 또한 삶의 질, 보건, 교육, 시민자유의 보호, 경제적 자유와 같은 국가 성과에 대한 국제적 비교에서 높은 순위를 차지했다. 뉴질랜드는 1980년대 주요 경제적 변화를 겪었고, 경제 역시 보호주의에서 자유 무역으로 선회했다. 뉴질랜드의 경제에서 서비스업이 다수를 차지하며, 산업과 농업이 그 다음으로 많다. 관광은 뉴질랜드의 중요한 수입원이다.
뉴질랜드 의회는 단원제를 채택하고 있으며, 뉴질랜드의 총리가 이끄는 내각이 행정기관의 역할을 한다. 현재 뉴질랜드의 총리는 크리스토퍼 럭슨이다. 찰스 3세가 뉴질랜드의 군주이며, 뉴질랜드의 총독이 국왕을 대신하는데, 현재 총독은 신디 키로다. 뉴질랜드의 행정 구역은 11개이며 지방자치를 목적으로 한 67개의 지역 당국이 있다. 뉴질랜드 왕국은 뉴질랜드의 속령인 토켈라우, 뉴질랜드와 자유연합 관계인 니우에와 쿡 제도, 그리고 뉴질랜드가 남극에서 영유권을 주장하는 로스 속령이 포함된다.
뉴질랜드는 유엔, 영연방, ANZUS, 경제협력개발기구, ASEAN 플러스 6, 아시아 태평양 경제협력체, 태평양 공동체, 태평양 제도 포럼의 회원국이다. 뉴질랜드는 미국이 선정한 주요 비NATO 동맹국 중 하나이며 미국과 좋은 관계를 유지하고 있고, 영연방 왕국의 지배국이자 옛 식민 지배국이었던 영국과도 전통적으로 우호적 관계를 이어가고 있다. 사모아, 피지, 통가 등 태평양 제도 국가와도 관계를 이어가고 있다. 오스트레일리아와의 관계는 트랜스태즈먼 관계로 불릴 정도로 긴밀하며, 이는 19세기 초 오스트레일리아와 뉴질랜드가 같은 식민지에서 기원한 것에 뿌리를 두고 있다.

## 지명의 어원

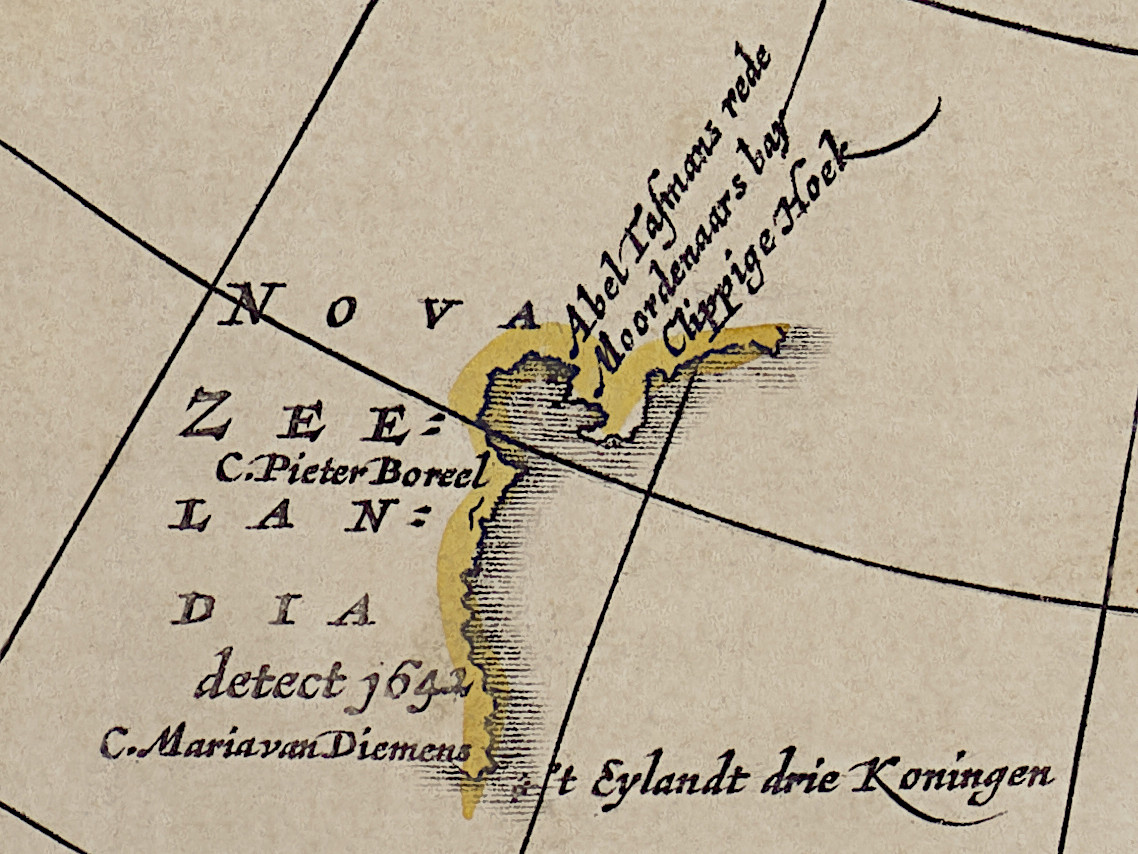
1666년 지도로 "Nova Zeelandia"의 서해안을 보여주고 있다. 이 지도에서는 북섬이 아래쪽에 있다.

네덜란드 탐험가 아벌 타스만은 1642년 뉴질랜드를 처음으로 발견하고 네덜란드 의회의 네덜란드어 발음인 '스타텐헤네랄'을 기려 "스타텐란트"(Staten Land)라고 명명했다. 타스만은 "이 땅이 스타텐란트와 연결되어 있을 가능성이 있지만, 확실하지는 않다"라고 적었다. 여기서 말하는 스타텐란트는 남아메리카 대륙의 남쪽 끝에 위치한 같은 육지로, 야코프 러 메러가 1616년 발견한 땅이었다. 1645년, 네덜란드 지도학자들이 네덜란드의 주인 제일란트주의 이름을 따 "노바 제일란디아"(Nova Zeelandia)라는 이름을 붙였다. 이후 영국 탐험가 제임스 쿡이 노바 제일란디아를 영어화하면서 "뉴질랜드"라는 이름이 생겨났다. 노바 제일란디아라는 이름은 마오리어로 누 티레니(Nu Tireni)라고 쓰였으며, 테 티리티 오 와이탕이(Te Tiriti o Waitangi)에서는 누 티라니(Nu Tirani)로 표기되었다.
"길고 하얀 구름의 땅"으로 자주 번역되는 "아오테아로아"(Aotearoa)는 뉴질랜드를 가리키는 현대 마오리어 이름이다. 이 명칭이 유럽인이 정착하기 이전의 뉴질랜드 전체를 가리키는 이름인지, 아니면 북섬만 가리키는 단어인지는 불분명하다. 마오리인들은 2개의 섬을 가리키는 여러 개의 전통적인 명칭이 있었다. 북섬의 경우에는 마우이의 물고기라는 뜻을 가진 테이카아마우이(Te Ika-a-Māui)로 불렀고, 남섬의 경우에는 푸나무의 물이라는 뜻인 테와이포우나무(Te Waipounamu), 또는 아오라키의 카누라는 뜻인 테와카오아오라키(Te Waka o Aoraki)라고 불렀다. 초기 유럽 지도에서는 북섬을 노스, 남섬을 미들, 그리고 스튜어트섬을 사우스라고 표기했다. 1830년 지도 제작자들은 뉴질랜드의 가장 큰 2개의 섬을 나타내기 위해 노스와 사우스라는 단어를 사용하기 시작했고, 1907년 이것은 표준으로 받아들여졌다. 2009년 뉴질랜드 지리국은 북섬과 남섬이라는 이름이 공식화되지 않았음을 발견했고, 2013년 표기를 공식화했다. 이후 북섬은 북섬 또는 테이카아마우이로 표기하고, 남섬은 남섬 또는 테와이포우나무로 표기했다. 각각의 섬은 영어나 마오리어 중 하나를 선택하여 쓰거나 둘을 병기해도 된다.

## 역사

마오리족은 대만에서 멜라네시아까지 이주한 다음, 소시에테 제도를 거쳐 동쪽으로 이동한 사람들의 후예라고 알려져 있다. 70여 년에서 265년 동안 이들의 이주는 멈췄지만, 새로운 이주가 시작되었고 이들의 이주는 뉴질랜드의 발견과 정착화로 이어졌다.

뉴질랜드에 처음 도달한 사람들은 폴리네시아인으로, 그들은 대양을 항해하는 와카(카누)를 타고 도착했다. 그들의 도착은 약 1280년에서 1350년 사이에 여러 차례 이루어진 것으로 보인다. 이러한 폴리네시아 정착민들은 뉴질랜드에서 고립되었고, 이후 마오리 (Māori)로 발전하게 되었다. 초기 유럽의 여러 마오리 전통 이야기를 종합한 해석에 따르면, 약 750년에 영웅적인 탐험가 쿠페(Kupē)가 뉴질랜드를 발견하였고, 이후 1350년경에는 하와이키에서 한 대의 대규모 정착선이 출발했다고 전해진다. 그러나 20세기 후반부터 이 이야기는 점차 전설과 신화의 영역으로 밀려나고 있다. 새로운 고고학적 및 과학적 증거에 따라, 원주민의 구술 증거에서 유도된 해석의 신뢰성에 대한 의문이 역사학자들 사이에서 제기되면서 대안적인 견해가 나타나고 있다.
방사성 탄소 연대 측정, 탈산림화의 증거, 그리고 마오리족 주민들의 미토콘드리아 DNA 변동성은 동부 폴리네시아인들이 1250년부터 1300년 사이에 뉴질랜드를 처음으로 정착했으며 남태평양의 여러 섬들을 거쳐 장기간 항해를 했음을 알게 해 준다. 수 세기가 지난 후, 이 정착자들은 "마오리"라고 알려진 독특한 문화를 발전시켰다. 주민들은 "이위"(iwi)와 "하푸"(hapu)로 구별되었고, 이들은 때로는 협력하고, 때로는 경쟁했으며, 때로는 서로 싸우기도 했다. 어느 순간 마오리족은 오늘날 채텀 제도로 알려진 레코후로 이주했고, 이곳에서 마오리족은 그들만의 모리오리 문화를 발전시켰다. 모리오리 주민들은 1835년부터 1862년 사이에 전멸했는데, 이는 타라나키 마오리가 이 지역을 침범해 1830년대부터 이 지역주민들을 노예로 삼았고, 유럽에서 온 질병들도 모리오리 주민들의 죽음에 영향을 미쳤다. 1862년, 모리오리 주민들 중 101명만이 살아남았고, 순수 모리오리 혈통을 가진 마지막 사람은 1933년 사망했다.
이들 폴리네시아 정착민들의 도착과 관련해서, 1314년경 타라웨라산 분화로 인해 형성된 화산 파편층인 카하로아 테프라(Kaharoa Tephra)보다 이전으로 확실히 추정되는 인골, 유물 또는 구조물은 없다. 쥐 뼈, 쥐가 갉아먹은 조개껍데기 및 씨앗 껍데기 표본들은 타라웨라 분화 이후의 연대를 보여주며, 단 세 가지 표본만이 분화 약 10년 또는 그 이전으로 추정된다. 방사성 탄소 연대 측정 및 화산 분화 직전 화재로 인해 숲에 퍼지게 된 화분의 증거는 타라웨라산 분화 이전에 인간이 존재했을 가능성도 시사한다. 또한 마오리 인구 내의 미토콘드리아 DNA 변이는 1250년에서 1300년 사이에 동부 폴리네시아인들이 뉴질랜드 군도에 처음 정착했음을 시사한다. 따라서 일부 정착민들이 1314년 이전에 도착했는지 여부와 상관없이, 주요 정착 시기는 그 후 수십 년에 걸쳐 이루어졌으며, 아마도 조직적인 대규모 이주가 포함되었을 가능성이 크다. 또한 역사학자들은 폴리네시아인이 뉴질랜드로 이동한 것이 계획적이고 의도되었다는 점에 공감하고 있다. 그 후 수 세기 동안 정착민들은 현재 마오리로 알려진 독특한 문화를 발전시켰다. 이 시나리오는 논쟁의 여지가 있는 세 번째 구전 증거, 즉 전통적인 족보(와카파파, whakapapa)와도 일치하며, 이 족보는 많은 마오리들이 자신의 혈통을 추적하는 기초 카누(와카, waka)들이 약 1350년에 도착했을 가능성이 높다고 지적한다. 일부 마오리들은 이후 채텀 제도(Chatham Islands)로 이주하여 자신들의 독특한 모리오리(Moriori) 문화를 발전시켰다. 그러나 1835년 마오리의 침공으로 인해 모리오리족은 학살당하고 사실상 멸종하게 되었다.

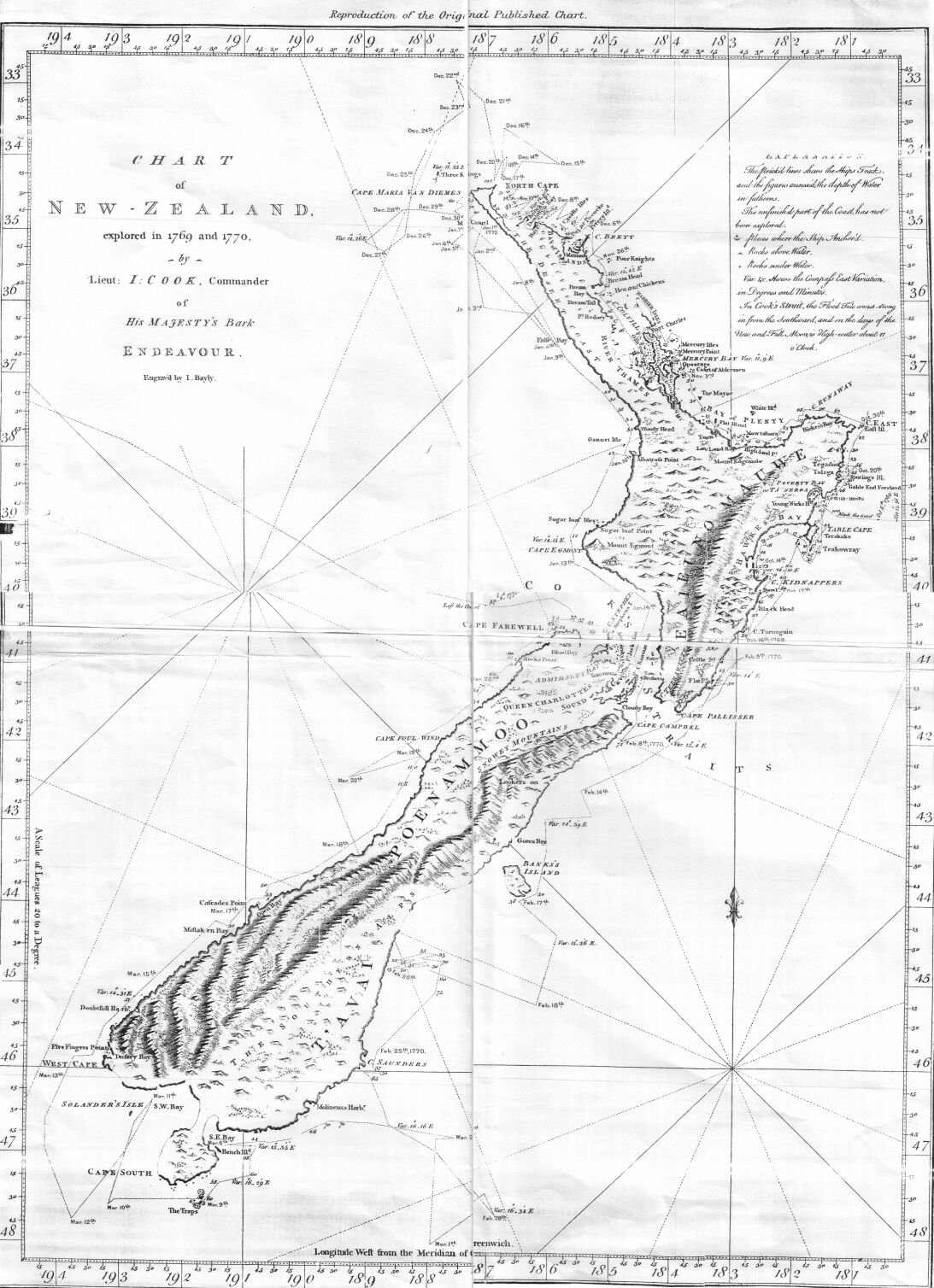
쿡이 뉴질랜드 첫 방문 때 그린 뉴질랜드의 해안선. HMS 엔데버의 항해과정도 그려져 있다.

뉴질랜드에 처음으로 도착한 유럽인은 1642년에 뉴질랜드를 발견한 네덜란드 탐험가 아벌 타스만과 그의 승무원이었다. 뉴질랜드에 도착했을 당시, 원주민들은 그들을 적대적으로 대했고, 이 결과 선원 4명이 죽고 마오리족 1명이 산탄총에 맞았다. 유럽인들은 이후 뉴질랜드를 방문하지 않았고, 1769년이 되어서야 영국 탐험가 제임스 쿡이 뉴질랜드의 해안선 대부분을 지도로 그렸다. 쿡 이후 수많은 유럽인들과 북아메리카 사람들이 포경선, 물개잡이 배, 그리고 무역선을 이끌고 뉴질랜드를 방문했다. 그들은 유럽산 음식과 금속 도구, 무기와 기타 제품들을 목제, 마오리 음식, 공예품, 물 등으로 교환했다. 감자와 머스킷의 도입은 마오리족의 농업과 전쟁을 뒤바꿨다. 감자는 믿을만한 식량 보충원으로 제공되어 더 오랫동안 지속적으로 군사작전을 수행할 수 있게 했다. 이 결과 벌어진 머스킷 전쟁에서 1801년부터 1840년까지 600회 이상의 전투가 발생했고, 3만 명에서 4만 명 사이의 마오리족이 사망했다. 19세기 초, 기독교 선교사들이 뉴질랜드에 정착하기 시작했고, 대부분의 마오리 인구가 기독교로 개종했다. 한편, 마오리족의 인구는 19세기 동안 약 40% 감소했는데, 질병이 주요 원인으로 꼽힌다.

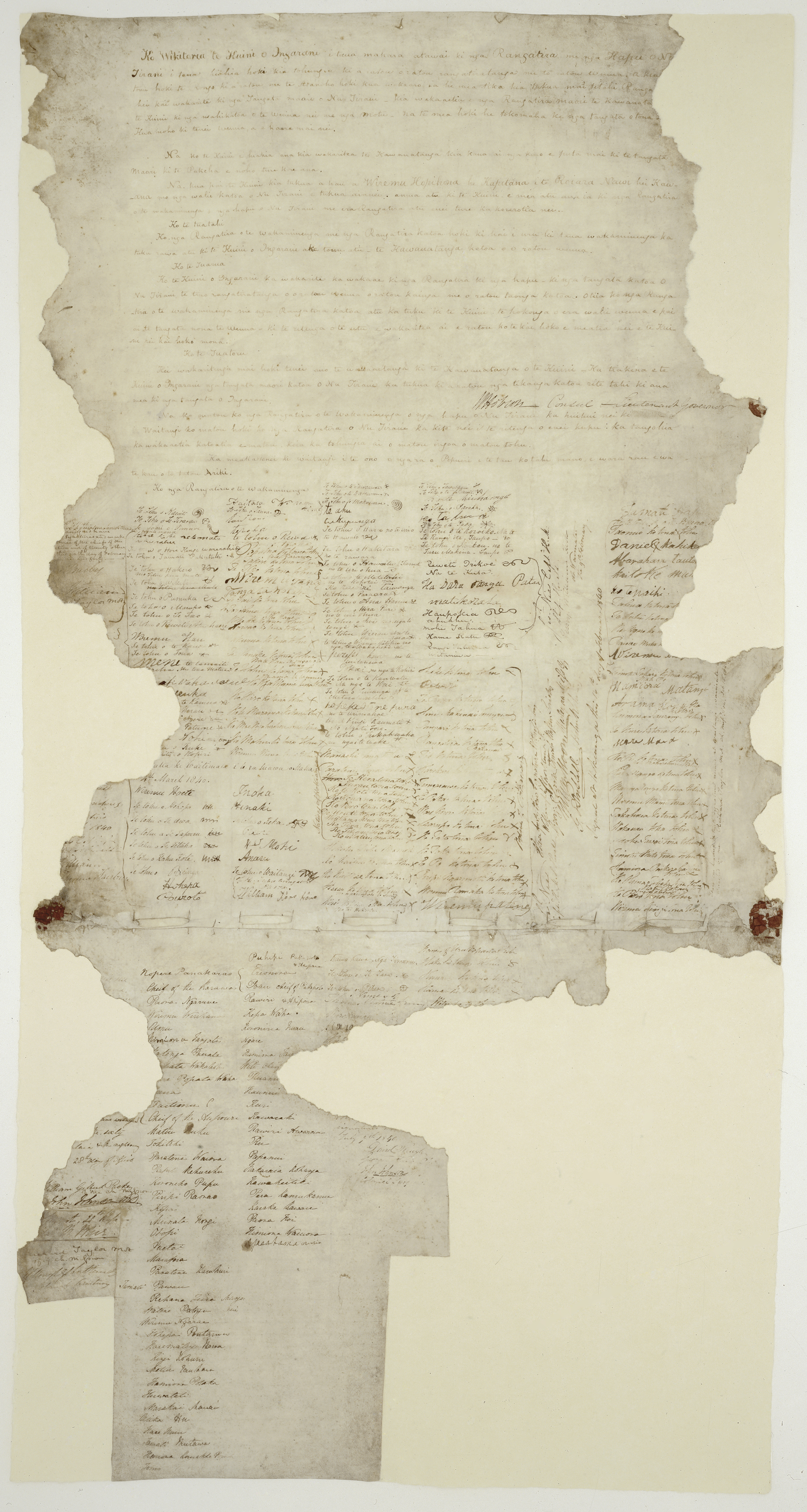
와이탕이 조약이 명시된 종이.

1788년 아서 필립 대위가 새로운 영국 식민지인 뉴사우스웨일스의 총독에 임명되었다. 위원회에 따르면 뉴사우스웨일스 식민지에는 뉴질랜드도 속했다. 영국 정부는 북부 마오리의 청원으로 1832년 제임스 버스비를 주뉴질랜드 영국 공사관으로 임명했다. 1835년 샤를 드 티에리가 프랑스의 정착이 임박했음을 선언한 이후, 혼란스러웠던 뉴질랜드 부족연합은 윌리엄 4세에게 뉴질랜드 독립선언서를 제출하고 보호를 요청했다. 불만은 지속되었고, 마오리족에게 땅을 사기 위해 감독관들을 태운 배를 이미 파견한 뉴질랜드 회사의 정착 제안과 뉴질랜드 독립선언서의 미심쩍은 법적 지위로 인해 식민지부는 윌리엄 홉슨을 파견하였다. 윌리엄 홉슨은 뉴질랜드의 영유권을 영국이 주장하게 하고 마오리족과 협상을 하기 위해 파견된 것이었다. 1840년 2월 6일 베이오브아일랜즈에서 와이탕이 조약이 처음으로 체결되었다. 뉴질랜드 회사가 웰링턴에 독자적인 정착촌을 세우려고 하고 프랑스 정착민들이 아카로아에 땅을 구입하자, 마오리족이 조약을 체결하기 위해 와이탕이 조약의 복사본이 뉴질랜드 각지를 돌아다니고 있음에도 불구하고 홉슨은 1840년 5월 21일 영국이 뉴질랜드 전체의 영유권을 소유한다고 선언했다. 와이탕이 조약의 체결과 영유권 주장으로 이민자의 수가 급증하기 시작했다.

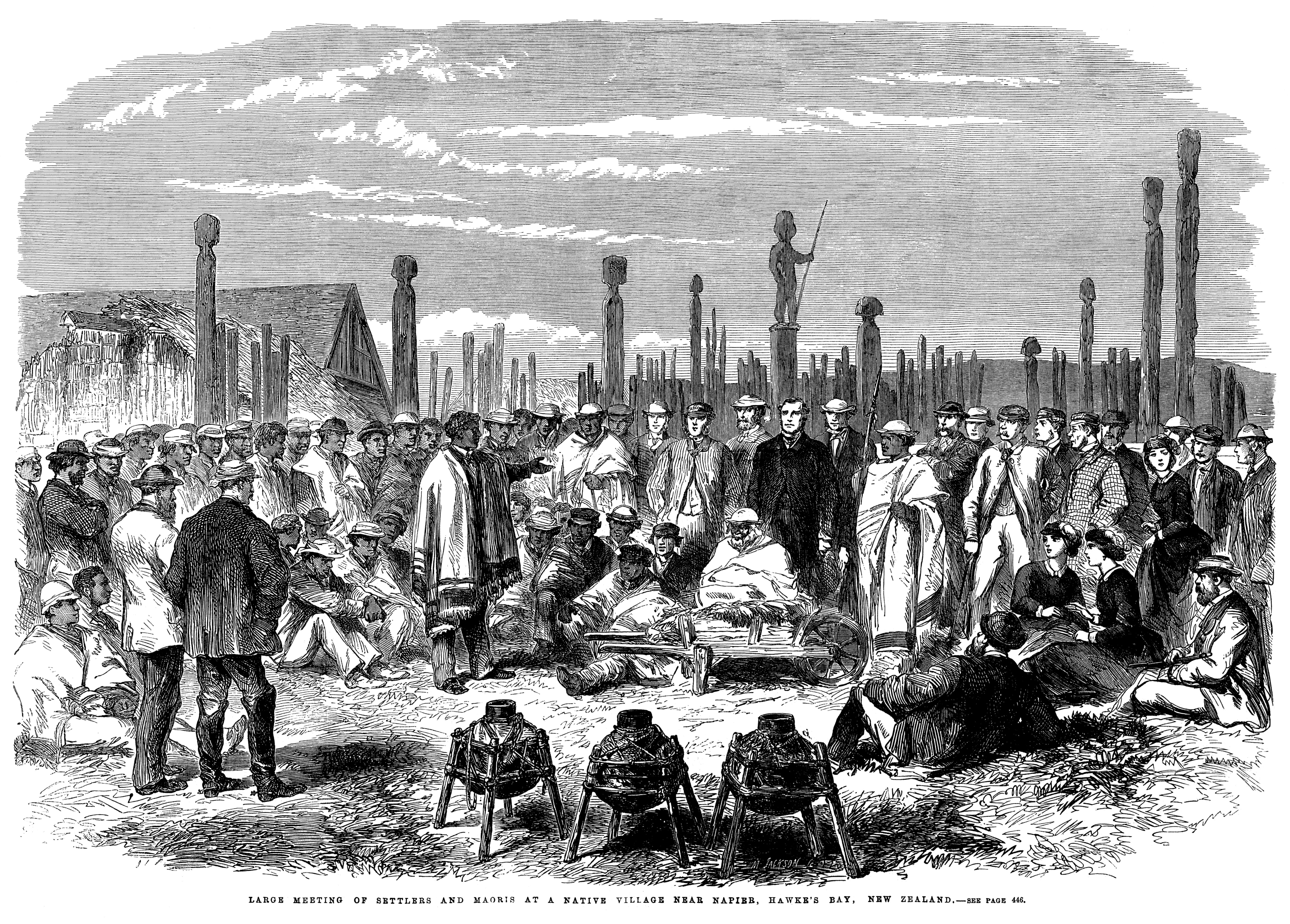
1863년 호크스베이 지방에 사는 유럽계 및 마오리 주민들의 만남.

뉴질랜드는 와이탕이 조약 이후에도 뉴사우스웨일스 식민지의 일부로 남아있었지만, 1841년 7월 1일 왕령 식민지인 뉴질랜드 식민지로 분리되었다. 1843년 와이라우 학살 이후 영유권에 대한 의견 충돌과 땅 문제로 인해 식민지 정부와 마오리족 사이의 전쟁이 발발했다. 주로 북섬에서 발발한 이 분쟁에서 수천 명의 제국군과 영국 해군이 뉴질랜드에 파견되었고 이 전쟁은 이후 뉴질랜드 전쟁으로 알려지게 되었다. 뉴질랜드 전쟁 이후 정착민들의 요구를 충족시키기 위해 마오리족의 땅은 뉴질랜드 정부가 압수했다.
1852년 뉴질랜드 헌법에 따라 뉴질랜드는 대의 정치를 시작하였고, 1854년에는 뉴질랜드 최초의 의회가 개설되었다. 1856년 뉴질랜드 식민지는 자치가 가능해졌고 원주민 정책을 제외한 모든 국내 문제의 책임을 인계받았다. 원주민 정책은 1860년대에 인계되었다. 남섬이 또 다른 식민지가 될 것을 우려하여 뉴질랜드 제4대 총리인 알프레드 도멧은 뉴질랜드의 수도를 오클랜드에서 쿡 해협 인근으로 이전할 것을 제안했다. 웰링턴이 수도의 중심으로 선정되었고, 1865년부터 웰링턴에 의회가 자리잡았다.
1891년 뉴질랜드 자유당이 뉴질랜드에서 처음 설립된 정당으로 집권에 성공했다. 리처드 세던이 재임 기간의 대부분 동안 자유당 정부를 이끌었고, 자유당 정부는 뉴질랜드의 중요한 사회적, 경제적 법안을 통과시켰다. 1893년 뉴질랜드는 세계에서 최초로 모든 여성에게 선거권을 부여했고 1894년 산업 조정 및 중재법을 제정하여 고용주와 노동연합 간의 중재를 의무화했다.
1907년, 뉴질랜드 의회의 요청에 따라 에드워드 7세는 뉴질랜드를 대영제국에 속한 자치령으로 선언하고, 뉴질랜드의 자치 상황을 반영했다. 1947년 뉴질랜드 의회는 1931년 제정된 웨스트민스터 헌장을 채택하는 법안을 통과시켰고 영국 의회가 뉴질랜드 의회의 동의 없이 뉴질랜드와 관련된 법을 제정하는 것을 금지했다.
20세기 초, 뉴질랜드는 제1차 세계 대전과 제2차 세계 대전에 참전하고, 대공황을 겪으면서 여러 국제 사건에 관여하게 되었다. 대공황으로 인해 뉴질랜드에서는 노동당 정부가 선출되었으며, 포괄적인 복지국가를 표방하게 되었고 보호무역 경제가 수립되었다. 뉴질랜드는 제2차 세계 대전 이후 번영하게 되었고 마오리족은 전통적인 삶을 버리고 일자리를 구하기 위해 도시로 이사하기 시작했다. 마오리 항의운동이 발전하였고, 항의운동은 마오리 문화와 와이탕이 조약의 더 넓은 인정을 위해 일하고, 유럽중심주의를 비판했다. 1975년 와이탕이 조사위원회가 와이탕이 조약의 논란 항목들을 조사하기 위해 설립되었고, 1985년 역사적인 불만의 원인들을 조사할 수 있게 되었다. 뉴질랜드 정부는 와이탕이 조약의 주장과 정착문제에 대해 많은 이위들과 협상을 하고 있지만, 마오리족의 해저 및 해안에 대한 주장은 2000년대 논란이 되기도 했다.

## 정부 및 정치
뉴질랜드는 간접 민주제를 채택한 입헌군주국이지만, 뉴질랜드의 헌법은 불문 헌법이다. 찰스 3세가 현재 뉴질랜드의 군주이자 국가원수이다. 국왕은 뉴질랜드의 총독으로 대표되며, 총독은 뉴질랜드의 총리의 자문을 통해 국왕이 임명한다. 총독은 영국 왕실의 특권을 행사할 수 있는데, 불공정한 사건을 검토하거나 뉴질랜드의 장관들이나 대사, 그리고 다른 중요한 공직자들을 임명할 수 있다. 그리고 아주 특수한 경우에 총독은 국가원수의 재량권을 사용할 수 있는데, 예를 들어 의회를 해산한다거나 의회가 제출한 법안의 재가를 법으로 상정하는 것을 거부하는 경우가 대표적이다. 군주와 총독의 권력은 헌법으로 제한하며, 장관들의 자문 없이는 실행할 수 없다.
뉴질랜드 의회는 입법부를 담당하며, 국왕과 뉴질랜드 대의원으로 구성된다. 의회는 뉴질랜드 상원을 포함한 적이 있었는데, 1951년 상원은 폐지되었다. 군주보다 위에 있는 의회주권과 다른 정부기관들은 1689년 권리장전을 통해 잉글랜드에서 만들어졌으며, 뉴질랜드에서는 법으로 비준되었다. 대의원은 민주적으로 선출되며 정부는 정당이나 과반의석 간의 연립으로 구성된다. 과반의석이 확보되지 않을 경우, 신임 공급 투표가 보장되는 조건에서 다른 정당의 지지가 있을 때 소수 정당 정부를 구성할 수 있다. 총독은 총리로부터의 자문을 통해 장관들을 임명할 수 있고, 총리는 회의를 통한 여당이나 연립 정부의 의회 지도자이다. 뉴질랜드 내각은 장관들로 구성되고 총리가 이끌며 정부의 중요한 활동들을 결정하는 역할을 한다. 또한 내각은 정부의 정책 입안 조직 중 가장 상위에 있다. 내각 의원들은 주요 결정을 총괄하여 만들고, 이에 따라 이러한 결정들의 결과에 대해 총괄적으로 책임을 진다.
의회 총선거는 이전 선거로부터 3년이 지난 후에야 다시 시작할 수 있다. 1853년부터 1993년까지 거의 대부분의 선거가 소선거구제를 기초로 진행되었다. 1996년 선거부터 혼합비례대표제라 불리는 비례대표제가 채택되었다. 혼합비례대표제에서는 각각의 사람이 2개의 투표권을 가진다. 1개의 투표권은 투표자의 유권을 대표하는 후보자에 대한 것이고, 다른 하나는 정당에 대한 것이다. 2014년 선거 이후 뉴질랜드에는 71명의 선출직 국회의원이 있으며 이 중 7명은 마오리족 출신이다. 120개의 의석 중 남아있는 49석은 의회의 대표들이 정당 투표를 반영(이른바, 비례대표)하기 위해 할당되어 있으며, 비례대표 의석을 확보하려면 적어도 한 명 이상의 선출직 국회의원이나 전체 정당 투표의 5%를 얻어야 한다는 제약이 있다.

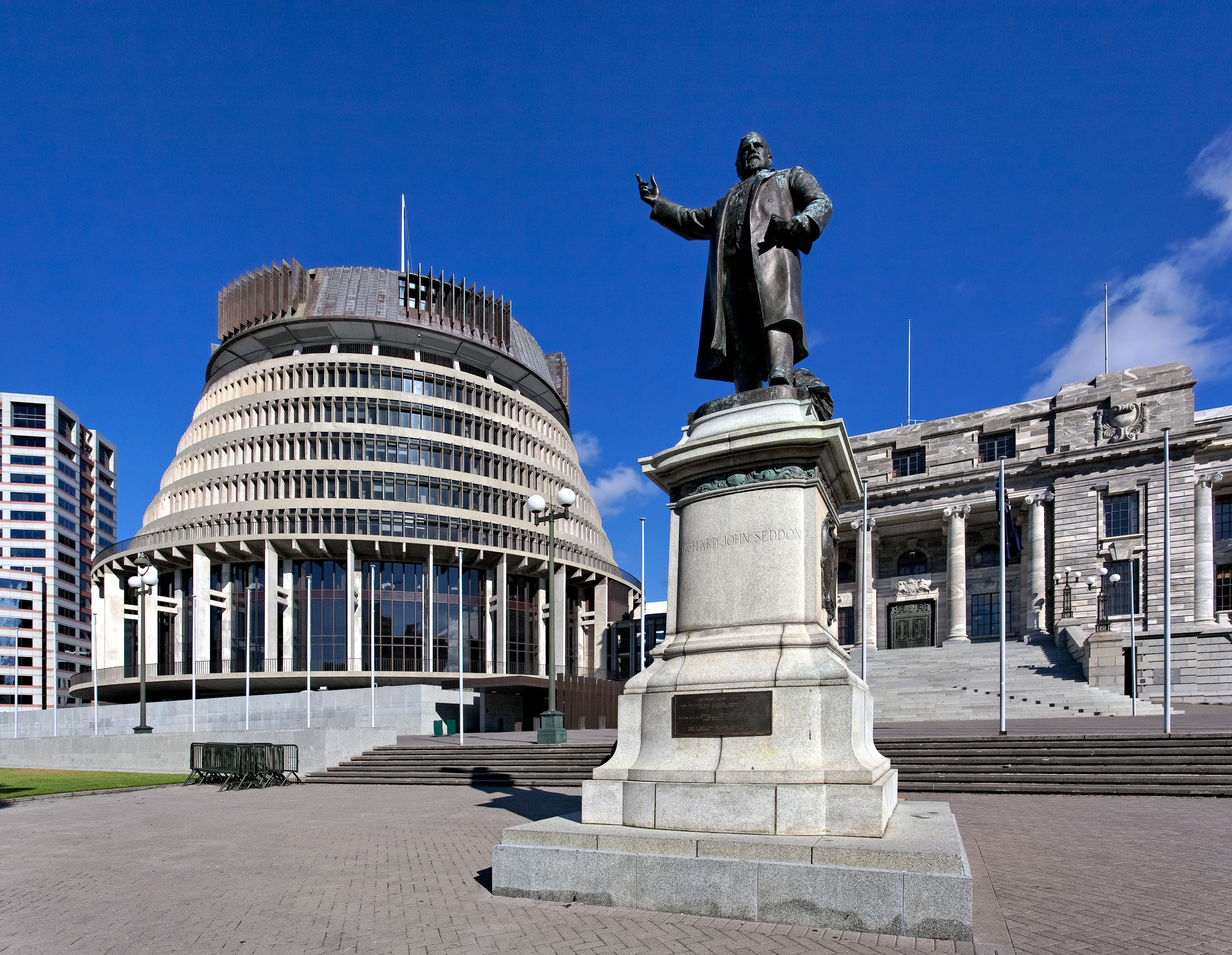
웰링턴에 위치한 리처드 세던의 동상과 비하이브, 그리고 뉴질랜드 국회의사당.

1930년대부터 뉴질랜드의 선거는 뉴질랜드 국민당과 뉴질랜드 노동당이라는 2개의 정당이 우세를 점했다. 2005년 3월부터 2006년 8월까지, 뉴질랜드는 국가원수, 총독, 총리, 대의원 대변인, 대법원장이 모두 여성으로 임명되었는데, 고위 공직자들이 모두 여성인 것은 뉴질랜드가 세계 최초였다. 현재 총리는 크리스토퍼 럭슨으로, 이전 총리였던 저신다 아던은 뉴질랜드의 세 번째 여성 총리였다.
뉴질랜드의 법원은 수석재판관이 이끌며, 뉴질랜드 대법원, 고등법원, 상급법원과 그 예하법원으로 구성된다. 재판관과 법무관들은 사법부의 독립을 유지하기 위해 까다로운 규칙 하에 정치권과 상관없이 임명된다. 이것은 이론적으로 사법부가 그들의 결정에 다른 영향을 미치지 않고 오직 의회가 제정한 법률에 근거하여 법을 해석할 수 있게 한다.
뉴질랜드는 세계에서 안정적이고 잘 통치되고 있는 국가들 중 하나로 구분된다. 2017년을 기준으로, 뉴질랜드는 민주주의 지표에서 4위에 올랐고, 정부 투명성과 부패 없음의 항목에서는 1위를 달성했다. A 2017년 미국 국무부가 발간한 인권보고서에서 뉴질랜드는 일반적으로 개인의 인권을 존중하지만 마오리 주민들의 사회적 지위에 대해서는 우려를 표했다. 뉴질랜드는 정치 과정에서 시민의 참여가 높은 것으로도 유명한데, OECD 회원국이 평균적으로 투표율이 69%인데 뉴질랜드의 경우는 77%이다.

### 대외 관계 및 군사

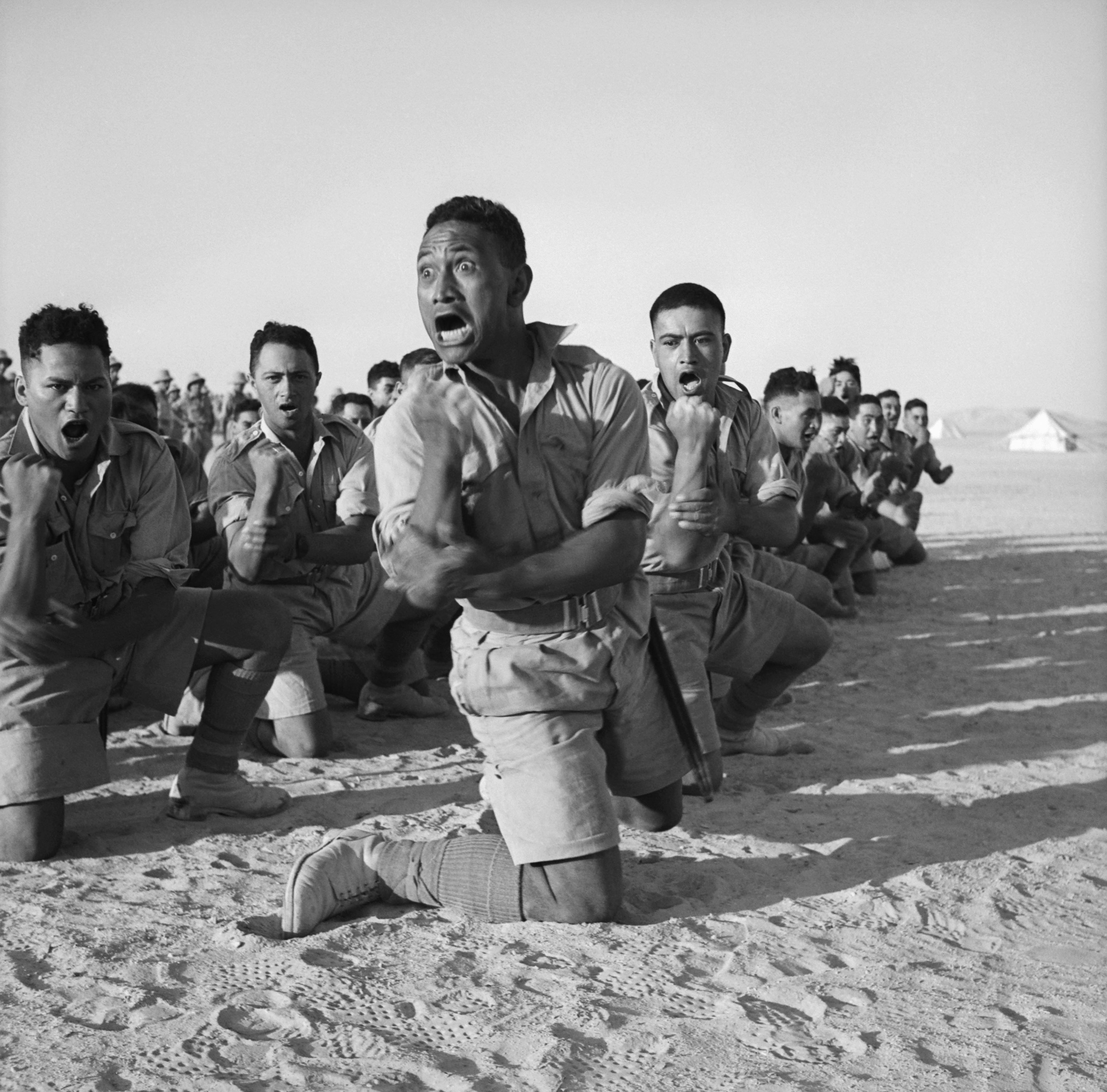
1941년 이집트에서 마오리 대대가 하카를 추고 있다.

초기 식민지 시기의 뉴질랜드는 영국 정부가 외부와의 무역을 결정하는 것을 허가하고, 뉴질랜드의 외교 정책도 담당하게 했다. 1923년과 1926년의 제국 회의는 뉴질랜드에게 자체적으로 조약에 대해 협상하도록 했으며, 1928년 뉴질랜드는 일본과 처음으로 통상조약을 맺었다. 1939년 9월 3일, 뉴질랜드는 영국과 동맹을 맺고 독일에게 선전포고했는데, 당시 뉴질랜드 수상 마이클 조지프 새비지는 "그녀가 가는 곳에 우리도 간다. 그녀가 서 있는 곳에 우리도 서 있는다"라고 선언했다. 여기서 "그녀"는 영국을 의미한다.
1951년 영국은 유럽과의 이익에 집중하고, 뉴질랜드는 오스트레일리아 및 미국과 태평양 안전 보장 조약 (ANZUS)을 체결했다. 그러나 베트남 전쟁에 대한 시위를 시작으로 1985년 레인보우 워리어 격침 이후 미국이 프랑스에 대한 경고를 거부하고 이후 환경 및 농업 무역 문제와 뉴질랜드의 비핵화 정책에 대한 의견 충돌로 미국이 뉴질랜드에 미치는 영향은 줄어들었다. 미국이 태평양 안전 보장 조약의 의무사항들을 정지시켰지만, 이 조약은 외교 정책의 역사가 비슷한 뉴질랜드와 오스트레일리아 양국 간에는 효력이 남아있었다. 뉴질랜드와 오스트레일리아는 정치적으로 긴밀하게 연결되어 있다. 두 나라는 경제 관계 강화 협정과 트랜스태즈먼 여행 합의를 체결하였고, 이를 통해 두 나라 국민들은 제한사항 없이 두 나라를 방문하고, 일하고, 살 수 있게 되었다. 2013년 기준으로 오스트레일리아에 사는 뉴질랜드 국민은 약 65만 명이고, 이는 뉴질랜드에 거주하는 전체 인구의 15% 정도이다.

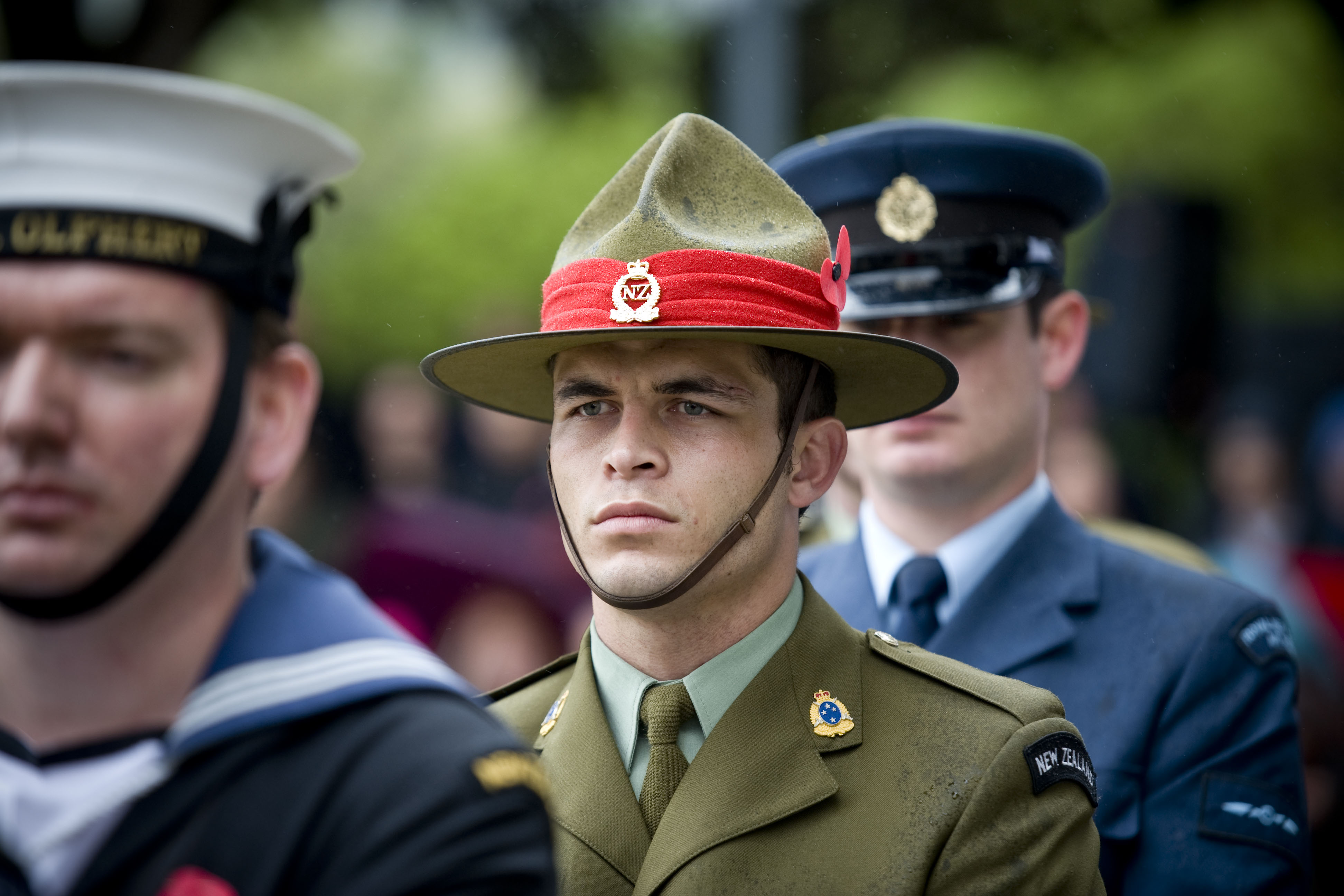
뉴질랜드 국립전쟁기념관에 있는 앤잭 데이 복무 군인.

뉴질랜드는 태평양 제도 국가들 사이에서 강한 존재감을 보여준다. 뉴질랜드의 원조 대부분이 태평양 도서 국가들로 가고, 많은 태평양 지역 사람들이 고용을 위해 뉴질랜드로 이주한다. 1970년 사모아 할당량 체계와 2002년 태평양 접근 범주를 바탕으로 태평양 주민들의 뉴질랜드 영주권은 규제되고 있으며, 연간 최대 1,100명의 사모아 국민들과 최대 750명의 기타 태평양 주민들만이 뉴질랜드 영주권자가 될 수 있다. 일시적인 이주를 위한 계절 노동자 제도가 2007년 도입되었고, 2009년 약 8,000명의 태평양 주민들이 이 제도를 통해 고용되었다. 지역 강국으로써, 뉴질랜드는 태평양 제도 포럼, 태평양 공동체, 아시아 태평양 경제협력체, 동남아시아 국가 연합 지역 포럼 등에 참여하고 있다. 뉴질랜드는 유엔, 영국 연방, 경제협력개발기구의 회원국이고 5개국 방위 협정에 참가하고 있다.
뉴질랜드의 군대는 뉴질랜드 방위군이라 부르며, 뉴질랜드 육군, 뉴질랜드 해군, 뉴질랜드 공군으로 구성된다. 뉴질랜드의 국방 예산은 많지 않은데, 이는 뉴질랜드가 직접 공격받을 일이 거의 없기 때문이다. 그러나 뉴질랜드군은 세계 각지에 파견되었다. 뉴질랜드는 제1차 세계 대전과 제2차 세계 대전에 모두 참전했으며, 갈리폴리 전역을 비롯하여 크레타 전투, 제2차 엘 알라메인 전투, 몬테카시노 전투, 그리고 태평양 전쟁 등에서 활약했다. 이 중 갈리폴리 전역은 뉴질랜드의 민족 정체성을 찾는데 큰 역할을 했고, 오스트레일리아와 함께 하는 ANZAC이라는 전통을 더욱 강하게 만들었다.
뉴질랜드군은 이 외에도 제2차 보어 전쟁, 6.25 전쟁, 말레이시아 비상사태, 베트남 전쟁, 걸프 전쟁, 그리고 아프가니스탄 전쟁에 참여했다. 뉴질랜드군은 또한 키프로스, 소말리아, 보스니아 헤르체고비나, 수에즈 운하, 앙골라, 캄보디아, 이란-이라크 국경, 동티모르, 솔로몬 제도 등에서 평화 유지 작전을 수행했다.

### 지방 정부 및 해외 영토

뉴질랜드의 지방을 나타낸 지도. 뉴질랜드에는 16개의 뉴질랜드의 지방이 있으며, 각 지방은 행정 주체가 어느 것이냐에 따라 명칭이 달라진다. 채텀 제도의 경우 뉴질랜드의 지방 정부와는 행정 방식이 다르다.

초기 유럽인 정착자들은 뉴질랜드를 주로 나누어 어느 정도의 자치를 허용했다. 그러나 재정적으로 압력이 심해지고 철도, 교육, 땅 매매 등을 비롯한 정책의 통합성이 요구됨에 따라 정부는 중앙집권화되었고 1876년 주는 모두 폐지되었다. 뉴질랜드에 설립되었던 주들은 국가기념일이나 스포츠에서 라이벌의 형태로 남아있다.
1876년 이래 다양한 지방의회가 중앙 정부가 결정한 법률에 따라 지역을 다스렸다. 1989년, 정부는 지방정부를 재조직해 지방과 영토 당국이라는 2단계 제도를 만들었다. 1975년 뉴질랜드에는 249개의 지방자치단체가 있었지만, 현재는 67개의 영토 구역과 11개의 지방 정부로 통합되었다. 지방 정부의 역할은 "1991년 자원운용법에 특히 중점을 둔 자연 환경"을 통제하는 것이고 영토 당국은 물, 지역 도로, 하수, 건축 합의 등과 같은 지역 문제를 다룬다. 5개의 영토 의회는 단일 지방 기관으로 지방 정부로써의 역할도 겸임한다. 영토 당국은 13개의 시의회, 53개의 구의회, 채텀 제도 의회로 구성되어 있다. 채텀 제도 의회는 공식적으로는 단일 지방 기관이 아니지만, 지방 정부의 많은 기능을 수행한다.
뉴질랜드 왕국은 영연방 왕국에 속한 나라로, 뉴질랜드의 국왕이 군주로 있는 모든 지역을 의미한다. 뉴질랜드 왕국은 뉴질랜드를 비롯하여 토켈라우, 로스 속령, 쿡 제도, 니우에로 구성된다. 쿡 제도와 니우에는 뉴질랜드와 자유 연합 관계 있는 자치령이다. 뉴질랜드 의회는 이 국가들에 대한 법안을 통과시킬 수 없지만, 외교 문제와 국방에서는 이 국가들을 대신하여 동의 하에 법률을 제정할 수 있다. 토켈라우는 비자치 영토로 분류되며, 토켈레우 환초에서 1명씩 사람을 보내 꾸려진 원로들의 자문 위원회를 통해 행정 업무를 수행한다. 로스 속령은 뉴질랜드가 남극에서 영유권을 주장하는 지역으로, 스콧 기지가 운영되고 있다. 뉴질랜드 국적법은 뉴질랜드 왕국의 모든 영토를 평등하게 대하기 때문에 뉴질랜드, 쿡 제도, 니우에, 토켈라우, 그리고 로스 속령에서 태어난 대부분의 사람들은 뉴질랜드 국민으로 인정된다.

## 자연 환경

### 지리

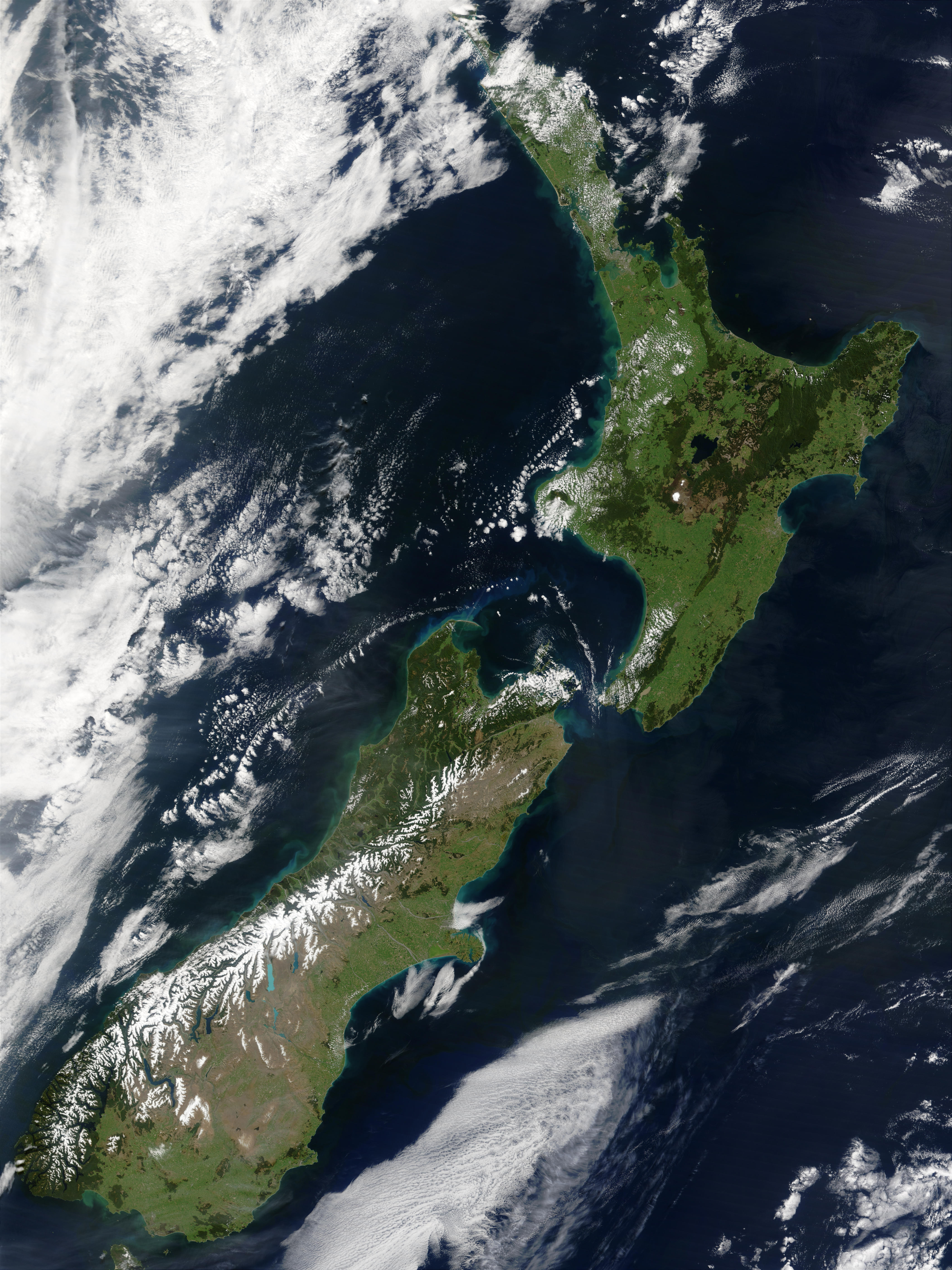
봉우리가 눈에 덮인 서던알프스산맥은 남섬의 대부분을 차지하며 북섬의 노스랜드반도는 아열대 기후에 속한다.

뉴질랜드는 수반구의 중심에 위치하고 있고 두 개의 주요 섬과 수많은 작은 섬들로 구성된다. 두 개의 주요 섬인 북섬과 남섬은 쿡 해협으로 분리되어 있으며, 쿡 해협의 가장 좁은 지역은 섬 간 거리가 22km이다. 북섬과 남섬 외에도 뉴질랜드에는 인간이 거주하는 섬이 5곳 있는데, 포보 해협에 위치한 스튜어트섬, 채텀 제도, 하우라키만에 위치한 그레이트배리어섬, 말버러 해협에 위치한 더빌섬 그리고 중부 오클랜드와 가까운 와이헤케섬이 있다.
뉴질랜드는 최대 너비가 400km인 북북동축을 따라 1,600km 이상 길고 좁게 뻗어있는 나라로, 해안선의 길이는 총 15,000km에 달하고 총 육지면적은 268,000 제곱킬로미터 (103,500 mi2)에 달한다. 섬들이 외진 곳에 멀리 떨어져 있고, 해안선이 길기 때문에 뉴질랜드는 해양 자원의 보고이다. 뉴질랜드의 배타적 경제 수역은 세계에서 가장 넓은 EEZ 중 하나로, 육지 면적의 15배에 해당하는 면적이다.
남섬은 뉴질랜드에서 가장 큰 육지이다. 남섬은 서던알프스산맥으로 지역이 구분된다. 서던알프스산맥에는 3,000m가 넘는 봉우리가 18개 있으며, 그 중 가장 높은 봉우리가 해발고도가 3,724m인 쿡산이다. 피오르드랜드의 험준한 산들과 깊은 피오르는 남섬의 남서쪽에 위치하며 빙하기의 빙하 작용을 보여준다. 북섬은 산이 많지 않지만, 화산 활동의 영향을 받았다. 매우 활동적인 타우포 화산지대는 북섬 화산 고원을 형성하고 있으며, 북섬에서 가장 높은 산인 해발고도 2,797m의 루아페후산이 고원 사이에 있다. 북섬 화산 고원에는 뉴질랜드에서 가장 큰 호수인 타우포호가 초화산들의 칼데라에 자리잡고 있다.
뉴질랜드는 다양한 지형을 가지고 있고, 이는 뉴질랜드가 태평양판과 인도-오스트레일리아판의 경계 지역 중 활발한 곳에 있기 때문이다. 뉴질랜드는 곤드와나 초대륙으로부터 떨어져 나온 후 오스트레일리아의 반 정도의 크기인 질랜디아 대륙에 위치하고 있다. 2500만년 전에 질란디아의 지각의 표층의 뒤틀리고 일그러지기 시작했다. 이러한 운동의 증거가 서던알프스산맥으로, 이 산맥은 산맥의 단층과 함께 대륙 간 충돌로 형성되었다. 뉴질랜드의 다른 지역에서는 판의 경계에서 하나의 판이 다른 판으로 섭입되고 있다. 이 현상의 결과로 북섬의 남쪽에는 퓨이스기어 해구가, 북쪽에는 히쿠랑이 해구가 형성되었으며 더 북쪽에서는 통가 해구와 케르마덱 해구가 형성되었다.
뉴질랜드는 오스트레일리아와 함께 오스트랄라시아 지역에 속해 있다. 뉴질랜드는 또한 폴리네시아 지역의 남서쪽 끝에 위치한다. 오스트레일리아 대륙, 뉴질랜드, 태평양의 여러 섬을 한데 묶어 오세아니아라고 부르는데, 오세아니아는 7개의 대륙에 속해 있지 않다.

뉴질랜드의 자연 경관
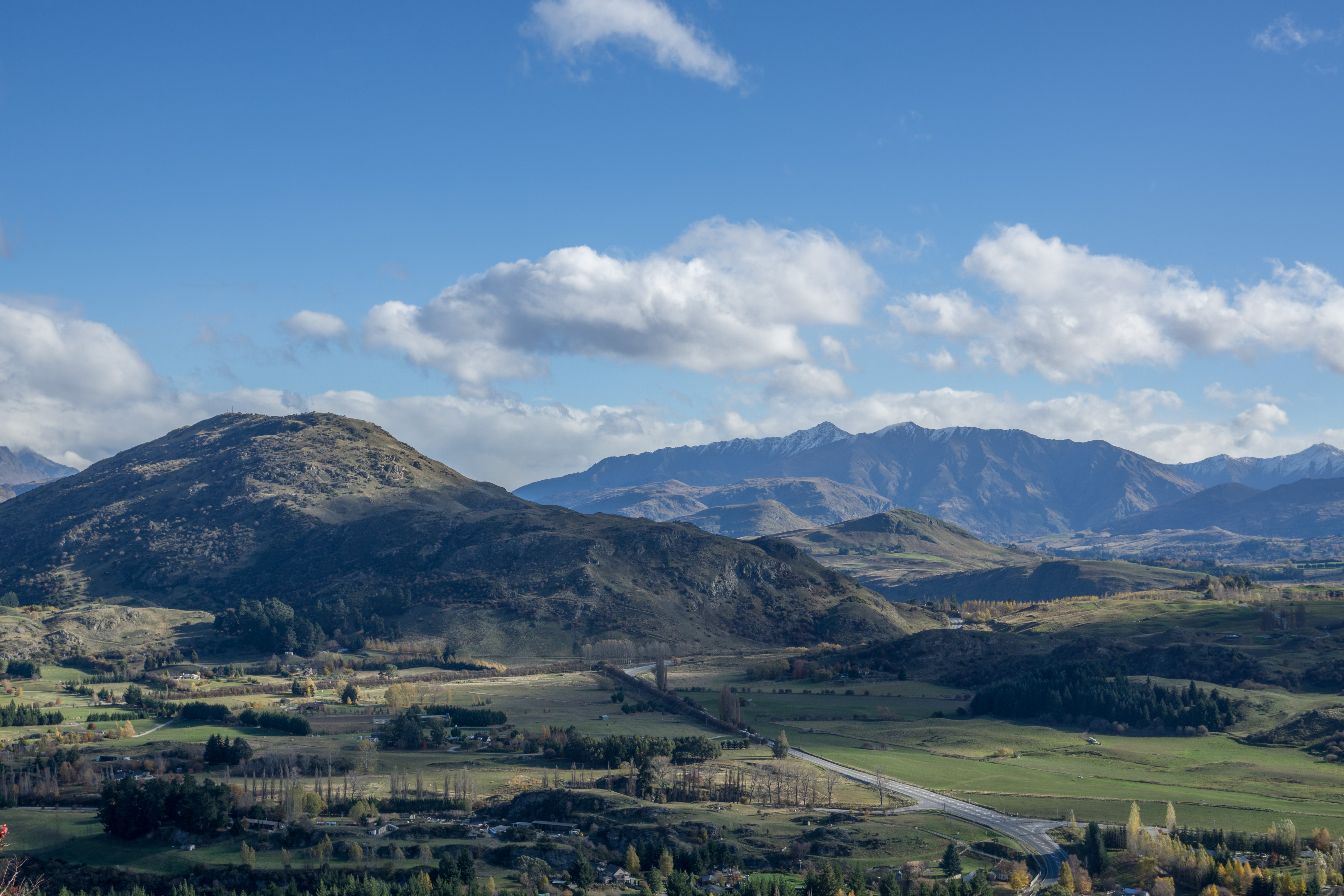
퀸스타운의 교외 풍경
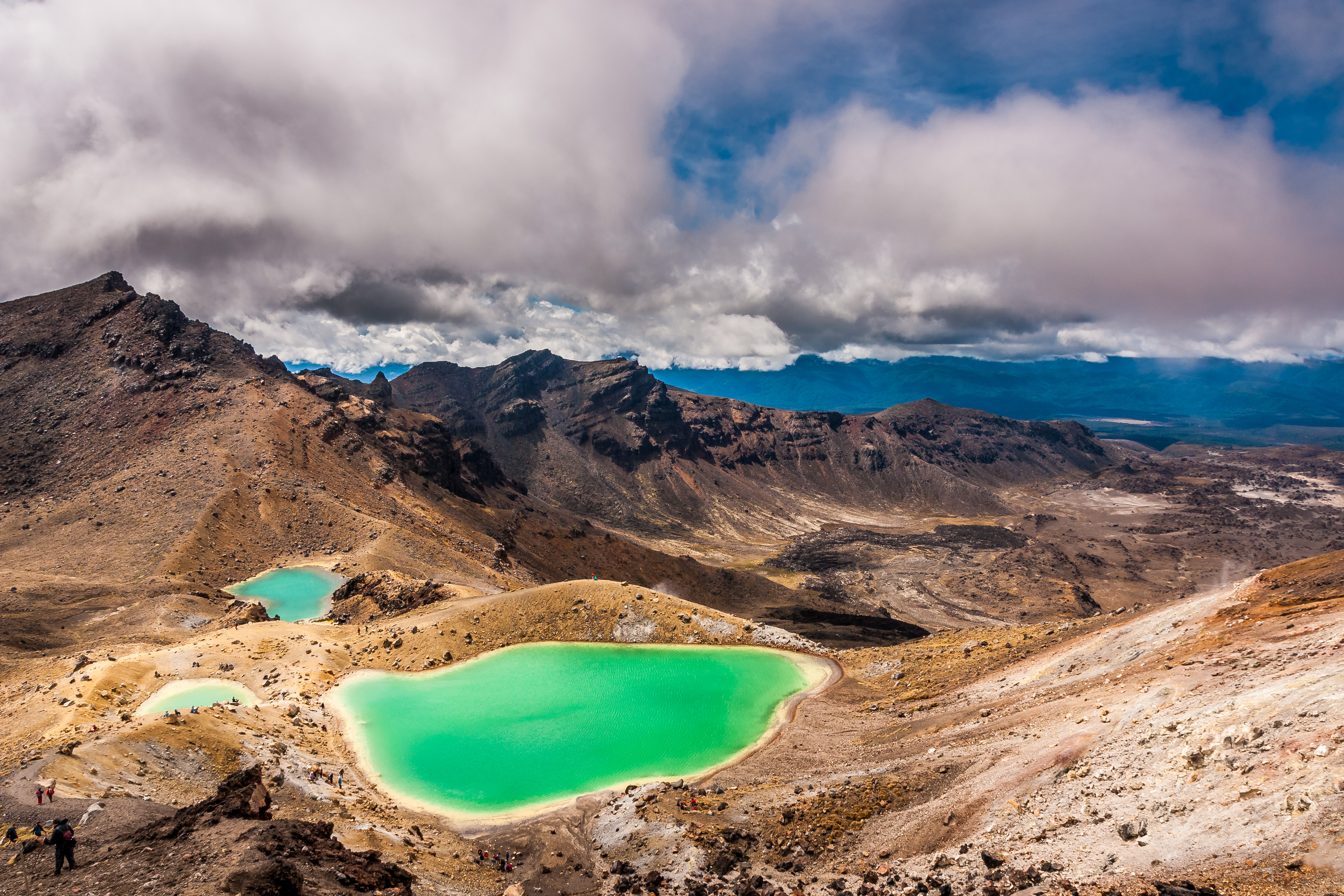
통가리로산의 에메랄드 호수
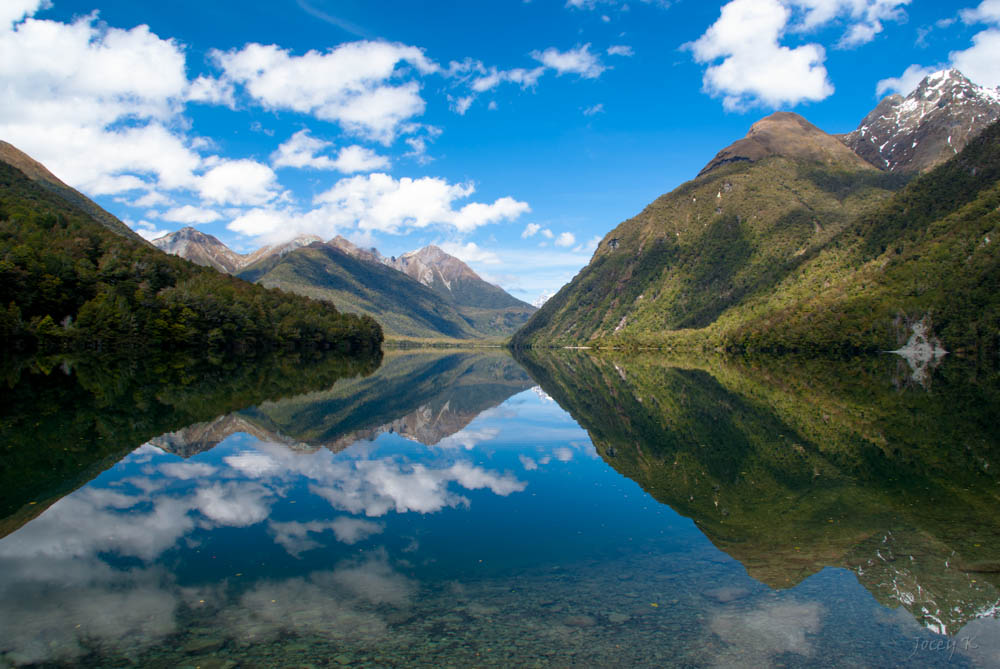
건 호수
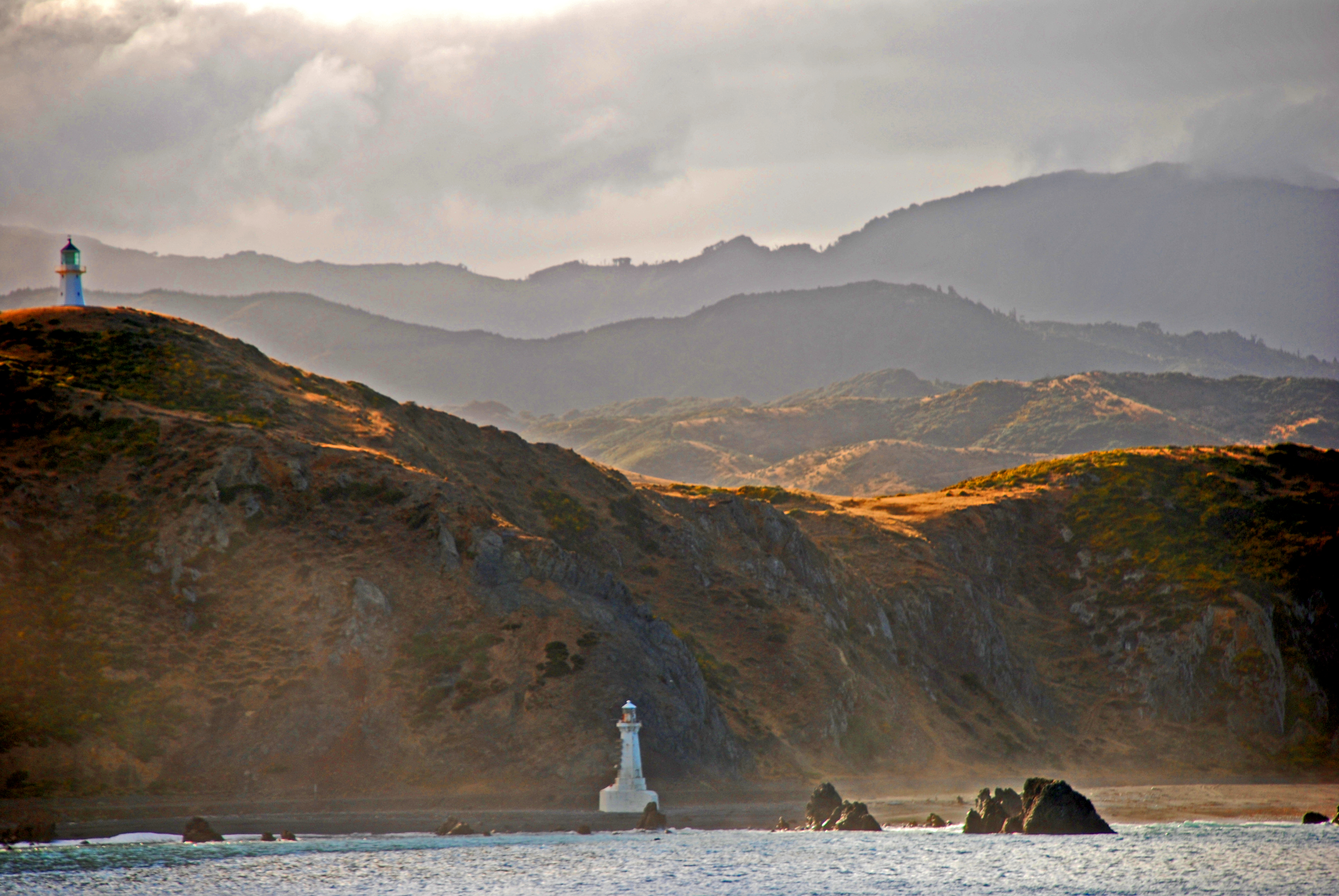
웰링턴에 위치한 펜캐로우곶

### 기후
뉴질랜드의 기후는 우세하게 온건한 해양성 기후로, 연간 기온은 남쪽의 10 °C에서 북쪽의 16 °C로 분포해 있다. 뉴질랜드 역사상 최고 기온은 캔터베리 지방의 랜지오라에서 42.4 °C를 기록하였고, 뉴질랜드 역사상 최저 기온은 오타고 지방의 랜펄리에서 -25.6 °C를 기록했다. 기후 환경은 지역에 따라 다른데, 남섬의 웨스트코스트 지방은 매우 습하고 센트럴 오타고 지역과 켄터베리주 내륙의 메켄지 분지는 스텝 기후를 보이며, 노스랜드반도의 경우 아열대이다. 뉴질랜드에서 가장 큰 7개의 도시 중 크라이스트처치가 가장 건조하여 연간 강수량이 618mm 밖에 되지 않지만, 가장 습한 도시인 웰링턴의 경우 크라이스트처치보다 강수량이 두 배 더 많다. 오클랜드, 웰링턴, 그리고 크라이스트처치 모두 연간 일조량이 2,000시간이 넘는다. 뉴질랜드의 남부와 남서부 지역은 조금 더 시원하고 구름이 많으며 일조량도 1,000시간에서 1,600시간이다. 남섬의 북쪽 지역이 뉴질랜드에서 일조량이 가장 많은데 연간 2,400시간에서 2,500시간이다. 뉴질랜드에 눈이 오는 시기는 일반적으로 6월 초에서 10월 초까지로 이 시기 한파가 오기도 한다. 남섬의 동부와 남부 지역, 그리고 뉴질랜드의 산간 지역 전역에서 강설은 일반적이다.
| 위치           | 1월 최고 기온 °C (°F) | 1월 최저 기온 °C (°F) | 7월 최고 기온 °C (°F) | 7월 최저 기온 °C (°F) | 연간 강수량 mm (in) |
| -------------- | --------------------- | --------------------- | --------------------- | --------------------- | ------------------- |
| 오클랜드       | 23 (73)               | 15 (59)               | 15 (59)               | 8 (46)                | 1,212 (47.7)        |
| 웰링턴         | 20 (68)               | 14 (57)               | 11 (52)               | 6 (43)                | 1,207 (47.5)        |
| 호키티카       | 20 (68)               | 12 (54)               | 12 (54)               | 3 (37)                | 2,901 (114.2)       |
| 크라이스트처치 | 23 (73)               | 12 (54)               | 11 (52)               | 2 (36)                | 618 (24.3)          |
| 알렉산드라     | 25 (77)               | 11 (52)               | 8 (46)                | −2 (28)               | 359 (14.1)          |

### 생물다양성

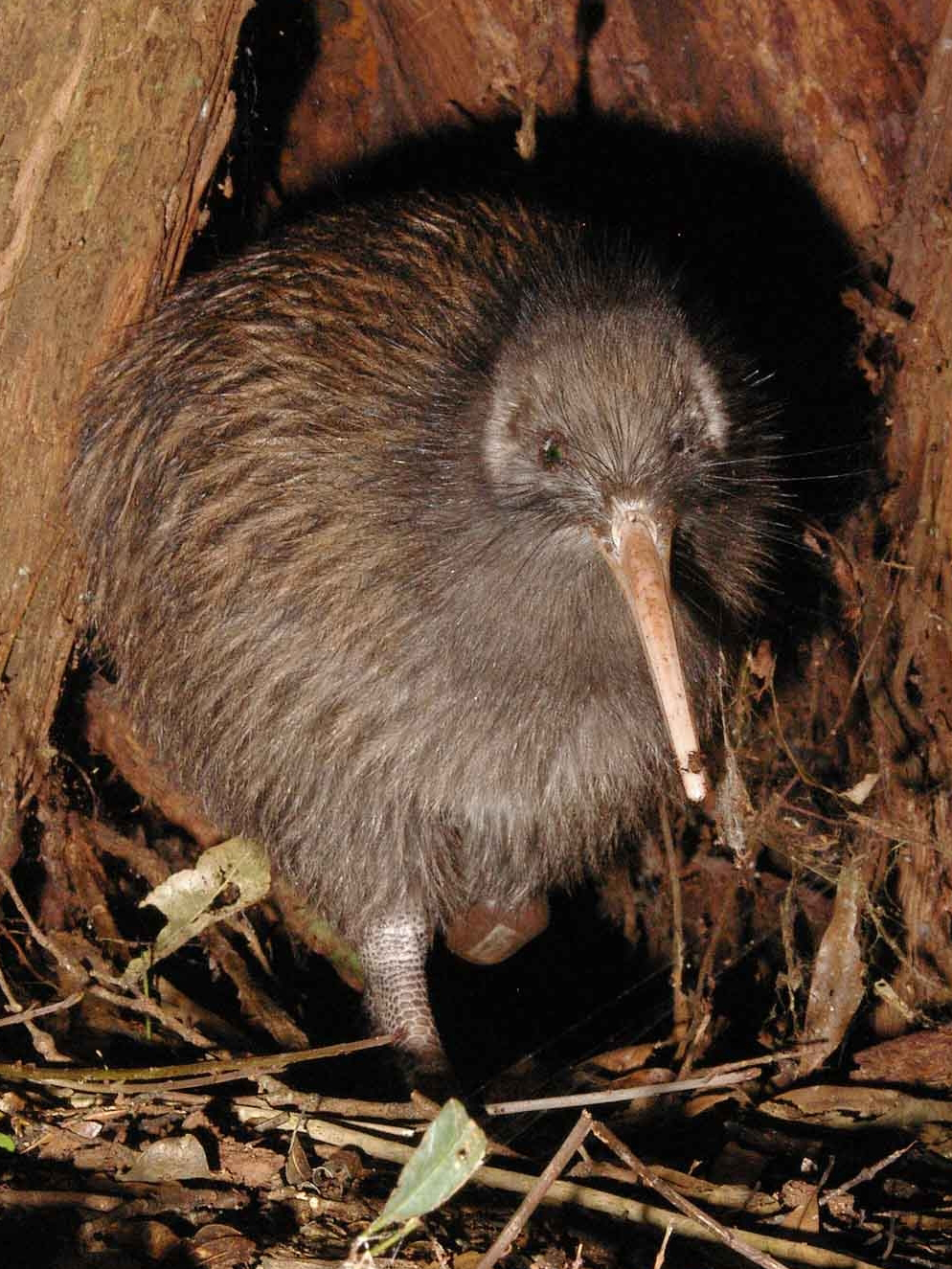
키위는 뉴질랜드의 국가상징이다.

뉴질랜드가 8,000만년 동안 지리적으로 고립된 것과 뉴질랜드섬의 생물지리학이 뉴질랜드의 동물, 식물, 균계에 영향을 미쳤다. 물리적 고립은 생물학적 고립을 초래해 독특한 식물과 동물, 그리고 광범위한 종의 개체군의 예를 가진 역동적인 진화 생태계를 탄생시켰다. 뉴질랜드의 동물군과 식물군은 원래 곤드와나에서 뉴질랜드가 떨어져 나간 것이라고 주장되었지만 최근 증거에 따르면 뉴질랜드에서 종이 분산된 것으로 추정한다. 뉴질랜드의 토종 관다발식물 82% 이상은 멸종위기종이며 65개의 속에 걸쳐 1,944종이 멸종위기종이다. 지의류 형성 종을 포함하여 뉴질랜드에서 기록된 균류의 수는 알려져 있지 않으며 고유한 균류의 비율도 알려져 있지 않지만 뉴질랜드에는 약 2,300종의 지의류 형성 균류가 존재한다고 추정되며, 이 중 40%가 멸종위기종이다. 숲의 주요 유형은 활엽수와 무성한 나한송과, 또는 더 시원한 기후의 노토파구스속이 무성한 숲이다. 남은 녹지는 풀숲이며, 이 중 대부분은 덤불숲으로 구성되어 있다.
인간이 도착하기 이전 화산지대, 고산지대, 습지, 황무지를 제외한 80%의 뉴질랜드 땅이 삼림이었다. 대규모 탈산림화가 폴리네시아인이 정착한 이후로 진행되었고 전체 숲의 절반이 화재로 소실되었다. 남은 숲은 유럽인이 순찰, 벌채, 그리고 방목을 목적으로 사라졌고, 1997년 기준으로 뉴질랜드 국토에서 숲은 23%밖에 남지 않았다.

## 경제

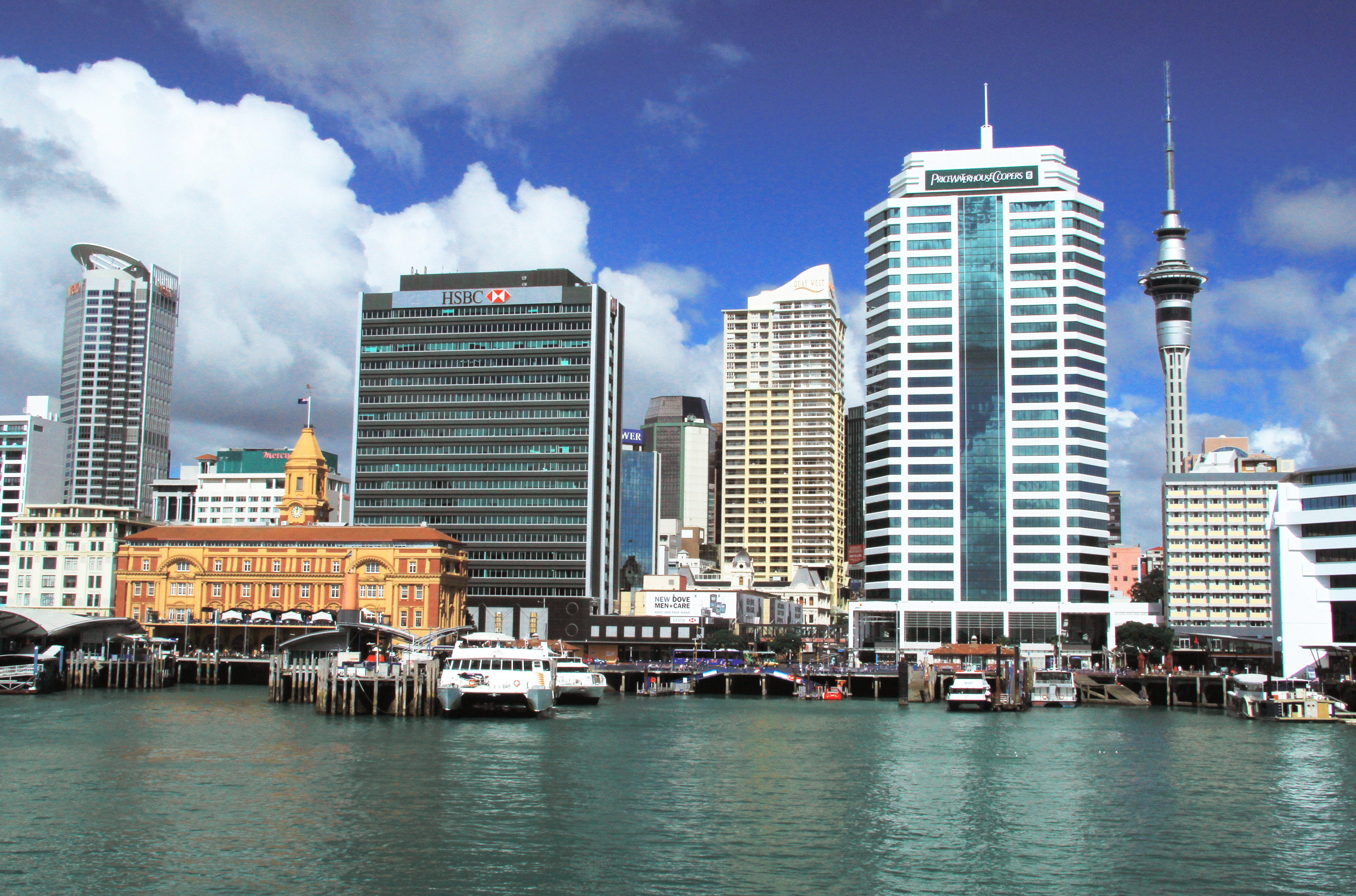
오클랜드 CBD의 해안을 따라 난 오클랜드 워터프론트는 뉴질랜드 경제활동의 주요 허브이다.

뉴질랜드는 고도로 발전된 시장 경제를 가지고 있으며, 2021년 인간 개발 지수에서 13위를, 2022년 경제 자유 지수에서 4위를 기록했다. 뉴질랜드는 명목 1인당 국내총생산(GDP)이 미화 36,254달러인 고소득 경제국이다. 통화는 뉴질랜드 달러로, 비공식적으로 "키위 달러"라고 불리며, 이 통화는 쿡 제도(쿡 제도 달러 참고), 니우에, 토켈라우, 펫케언 제도에서도 통용된다.
역사적으로, 뉴질랜드 경제는 봉인, 고래잡이, 아마, 금, 카우리 껌, 원산림 목재 등 추출 산업에 크게 의존해 왔다. 1882년 더니딘호에서 첫 냉장육 수출이 이루어진 이후, 뉴질랜드는 영국으로 육류와 유제품을 수출하기 시작했으며, 이는 뉴질랜드의 강력한 경제 성장의 기초를 마련해주었다. 1950년대와 1960년대에는 영국과 미국에서 농산물에 대한 수요가 높아지면서 뉴질랜드인들은 오스트레일리아와 서유럽보다 더 높은 생활 수준을 누리게 되었다. 그러나 1973년 영국이 유럽 경제 공동체에 가입하면서 뉴질랜드의 수출 시장이 축소되었고, 1973년 석유 파동과 1979년 석유 파동과 같은 여러 요인이 겹치면서 심각한 경제 불황이 발생했다. 이로 인해 뉴질랜드의 생활 수준은 오스트레일리아나 서유럽보다 뒤처지게 되었으며, 1982년에는 뉴질랜드가 세계은행이 조사한 모든 선진국 중 1인당 소득이 가장 낮은 나라가 되었다. 1980년대 중반 뉴질랜드는 3년간에 걸쳐 농업 부문의 보조금을 단계적으로 철폐하며 농업 부문의 규제를 완화했다. 1984년 이후, 뉴질랜드 정부는 연이어 뉴질랜드 경제를 보호주의적이고 고도로 규제된 경제에서 자유무역 경제로 빠르게 전환시키기 위한 거시경제 구조 조정(처음에는 로저노믹스, 그 다음에는 루타네시아라고 불림)을 진행했다.
뉴질랜드의 실업률은 1991년과 1992년에 10%를 약간 넘는 수준으로 정점을 찍었으며, 이는 1987년 주식 시장 붕괴 이후 발생한 현상이었다. 그러나 2007년에는 실업률이 3.7%로 하락하여 비교 가능한 27개 OECD 국가 중 세 번째로 낮은 실업률을 기록했다. 그러나 그 후 발생한 세계 금융 위기는 뉴질랜드 경제에 큰 영향을 미쳤고, GDP는 30년 만에 가장 긴 5분기 연속 하락을 겪었으며, 2009년 말 실업률은 다시 7%로 상승했다. 2020년대 기록된 최저 실업률은 COVID-19 팬데믹 동안인 2021년 12월에 3.2%였다. 연령대별 실업률은 유사한 경향을 따르지만, 청년층의 실업률이 항상 더 높다. 2021년 9월 분기 동안 일반 실업률은 약 3.2%였지만, 15세에서 24세 사이의 청년층 실업률은 9.2%였다. 뉴질랜드는 1970년대 이후로 일련의 "브레인 드레인"(뛰어난 인재들이 해외로 유출되는 현상)을 겪고 있으며, 이는 2024년 현재도 계속되고 있다. 고도로 숙련된 인력의 약 4분의 1이 주로 오스트레일리아와 영국에 거주하고 있으며, 이는 개발 국가 중 가장 높은 비율이다. 그러나 최근 십 년간 "브레인 게인"(해외에서 교육받은 인재들이 유입되는 현상)이 유럽과 개발도상국 출신의 교육받은 전문가들을 데려오면서 뉴질랜드 경제에 이익을 주고 있다. 오늘날 뉴질랜드 경제는 높은 수준의 혁신에서 혜택을 보고 있다.
뉴질랜드의 빈곤은 소득 불평등의 심화로 특징지어지며, 뉴질랜드의 부는 극도로 집중되어 있다. 인구의 상위 1%가 국가 부의 16%를 소유하고 있으며, 상위 5%가 38%를 소유하고 있는데, 이는 국가 인구의 절반이 국가 보조 수혜자와 연금 수령자를 포함하여 연간 24,000달러 미만의 소득을 받는 상황과 뚜렷한 대조를 이루고 있다. 아동 빈곤은 뉴질랜드 정부가 주요 사회 문제로 인식하고 있으며, 2022년 6월 기준으로 국가의 12.0%의 아동이 중위 가처분 소득의 50% 미만의 소득을 가진 저소득 가정에서 생활하고 있다. 빈곤은 소수 민족 가정에 불균형적으로 높은 영향을 미치며, 2020년 기준으로 4분의 1(23.3%)의 마오리 아동과 거의 3분의 1(28.6%)의 태평양 섬 주민 아동이 빈곤 속에서 생활하고 있다.

### 무역
뉴질랜드는 국제 무역, 특히 농산물에 크게 의존하고 있다. 수출은 뉴질랜드 총 생산의 24%를 차지하며, 이는 뉴질랜드를 국제 원자재 가격과 세계 경제 침체에 취약하게 만든다. 2014년 뉴질랜드 전체 수출의 55%는 식품 제품이었으며, 목재는 두 번째로 큰 수익원으로 7%를 차지했다. 2018년 6월 기준 뉴질랜드의 주요 무역 파트너는 중화인민공화국(NZ$278억), 오스트레일리아(NZ$262억), 유럽 연합(NZ$229억), 미국(NZ$176억), 일본(NZ$84억)이다. 2008년 4월 7일, 뉴질랜드와 중화인민공화국은 뉴질랜드-중화인민공화국 자유무역협정(FTA)에 서명했으며, 이는 중화인민공화국이 개발국과 체결한 첫 번째 자유무역협정이다. 2023년 7월, 뉴질랜드와 유럽 연합은 EU-뉴질랜드 자유무역협정을 체결하여 두 지역 간 거래되는 여러 상품에 대한 관세를 철폐했다. 이 자유무역협정은 기존의 자유무역협정을 확장한 것이며, 영향을 받는 산업의 피드백에 대응하여 고기와 유제품에 대한 관세가 감소했다.
서비스 부문은 뉴질랜드 경제에서 가장 큰 부문이며, 그 다음으로 제조업, 건설업, 농업 및 원자재 추출 산업이 뒤를 잇는다. 관광업은 뉴질랜드 경제에서 중요한 역할을 하며, 2016년 뉴질랜드 총 GDP의 5.6%인 129억 달러를 기여했고, 전체 노동력의 7.5%가 이 산업에 종사했다. 2017년에는 국제 방문객 도착 수가 2022년까지 매년 5.4%의 비율로 증가할 것으로 예상되었다.

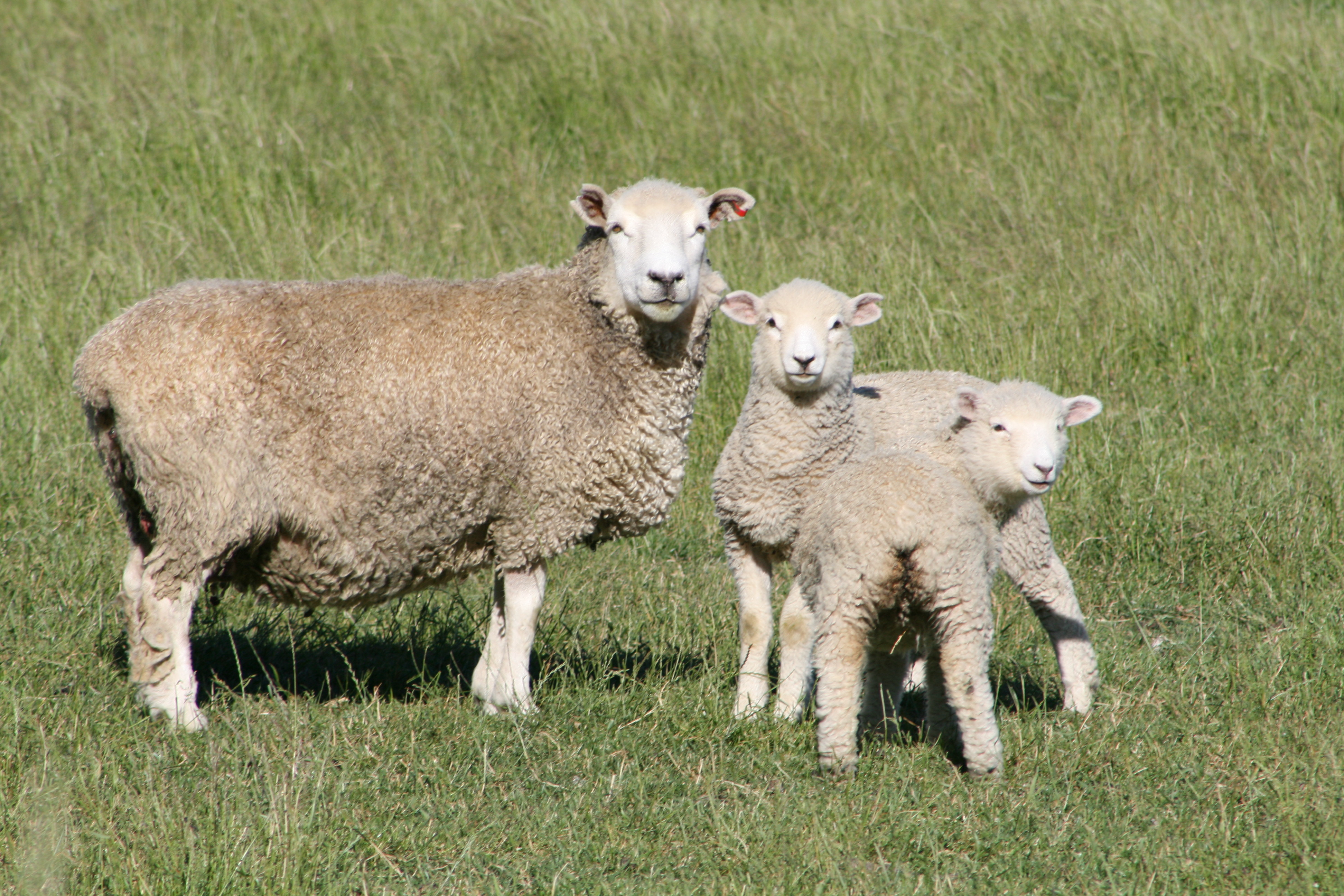
역사적으로 양모는 뉴질랜드의 주요 수출품이다.

양모는 19세기 후반 뉴질랜드의 주요 농산물 수출품이었다. 1960년대까지도 양모는 뉴질랜드 전체 수출 수익의 3분의 1 이상을 차지했지만, 그 이후로 다른 상품에 비해 가격이 꾸준히 하락하여, 현재는 많은 농부들에게 더 이상 수익성이 없다. 반면에 낙농업은 증가하여 1990년과 2007년 사이에 젖소 수가 두 배로 늘어 뉴질랜드의 최대 수출 수익원이 되었다. 2018년 6월까지 1년 동안 유제품은 전체 수출의 17.7%(NZ$141억)를 차지했으며, 뉴질랜드 최대 기업인 폰테라는 국제 유제품 무역의 거의 3분의 1을 통제하고 있다. 2017년부터 2018년까지 다른 수출품으로는 육류(8.8%), 목재 및 목재 제품(6.2%), 과일(3.6%), 기계류(2.2%) 및 와인(2.1%)이 있다. 뉴질랜드의 와인 산업은 낙농업과 유사한 추세를 보였는데, 1980년부터 2009년까지 포도원의 수가 두 배로 늘어났고, 2007년에는 처음으로 와인 수출량이 양모 수출량을 초과했다.

### 기반시설
2015년 뉴질랜드의 총 에너지 공급량 중 40.1%가 재생 에너지로 생산되었다. 국가 전력 공급의 대부분은 수력 발전에서 나오며, 와이카토(Waikato), 와이타키(Waitaki), 클루타/마타아우(Clutha/Mata-Au) 강 및 마나포리(Manapouri)에서 주요 수력 발전이 이루어진다. 지열 발전도 전력 생산에서 중요한 역할을 하며, 북섬의 타우포 화산 지대(Taupō Volcanic Zone)에 여러 대형 발전소가 위치해 있다. 발전 및 소매 시장의 주요 4개 회사는 컨택트 에너지(Contact Energy), 제네시스 에너지(Genesis Energy), 머큐리 에너지(Mercury Energy), 메리디안 에너지(Meridian Energy)이다. 국영 기업인 트랜스파워(Transpower)는 북섬과 남섬의 고전압 전송망과 두 섬을 연결하는 인터아일랜드 HVDC 링크를 운영한다.
뉴질랜드의 상수도 공급과 위생 제공은 일반적으로 품질이 우수하다. 지역 당국은 대부분의 개발된 지역에 물 추출, 처리 및 분배 인프라를 제공한다.

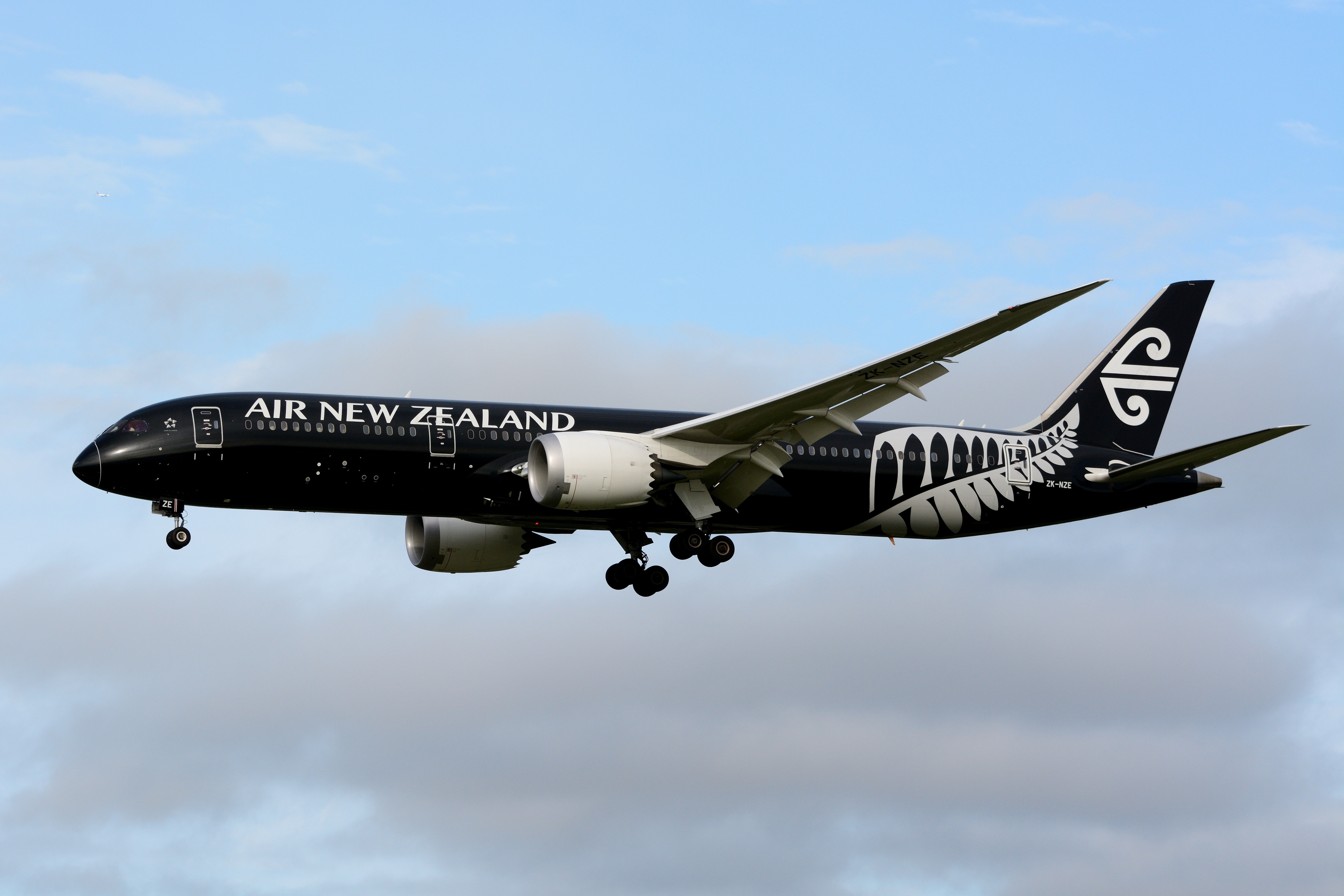
뉴질랜드의 대표 항공사인 에어 뉴질랜드의 보잉 787–9 드림라이너.

뉴질랜드의 교통망은 94,000km의 도로와 199km의 고속도로, 4,128km의 철도 노선으로 구성되어 있다. 대부분의 주요 도시와 마을은 버스 서비스로 연결되어 있지만, 개인 차량이 주요 교통 수단이다. 뉴질랜드의 철도는 1993년에 민영화되었으나, 2004년에서 2008년 사이에 단계적으로 정부에 의해 재국유화되었다. 국영 기업인 키위레일(KiwiRail)은 오클랜드와 웰링턴의 통근 서비스를 제외한 철도를 운영하며, 오클랜드와 웰링턴의 통근 서비스는 각각 오클랜드 원레일(Auckland One Rail)과 트랜스데브 웰링턴(Transdev Wellington)이 운영한다. 철도는 뉴질랜드 전역에 걸쳐 있지만, 현재 대부분의 노선은 여객보다 화물을 운송한다. 두 주요 섬의 도로 및 철도 네트워크는 웰링턴과 픽턴을 연결하는 롤온/롤오프 페리로 연결되며, 이는 키위레일의 일부인 인터아일랜더(Interislander)와 블루브리지(Bluebridge)가 운영한다. 대부분의 국제 방문객은 항공편을 통해 입국하며, 뉴질랜드에는 오클랜드, 크라이스트처치, 퀸스타운, 웰링턴에 4개의 국제공항이 있다. 그러나 오클랜드와 크라이스트처치 공항만이 오스트레일리아나 피지를 제외한 국가로의 직항편을 제공한다.
뉴질랜드 우체국은 1987년까지 뉴질랜드의 통신을 독점했으며, 그 후에 텔레콤 뉴질랜드(Telecom New Zealand)가 설립되었고, 초기에는 국영 기업으로 운영되다가 1990년에 민영화되었다. 2011년에 텔레콤에서 분리된 코러스(Chorus)는 여전히 대부분의 통신 인프라를 소유하고 있지만, 다른 제공업체와의 경쟁이 증가했다. 기가비트 속도를 제공하는 광섬유를 가정까지 연결하는 대규모 프로젝트인 '울트라패스트 브로드밴드'는 2009년에 시작되었으며, 2022년까지 인구의 87%에게 제공하는 것을 목표로 하고 있다. 2017년 기준, 유엔 국제 전기 통신 연합(ITU)은 뉴질랜드를 정보 및 통신 인프라 개발에서 세계 13위로 평가했다.

### 과학기술
뉴질랜드에서 초기의 토착 과학 기여는 농업 실습에 대한 지식 축적과 질병 치료에 있어 약초 치료의 효과를 연구한 마오리의 토훈가(tohunga)들이 이룩했다. 1700년대의 제임스 쿡의 탐험과 1835년 찰스 다윈의 탐험은 중요한 과학적 식물학 및 동물학 목표를 가지고 있었다. 19세기에 대학이 설립되면서 뉴질랜드에서 주목할 만한 과학적 발견들이 이루어졌으며, 원자 분열을 발견한 어니스트 러더퍼드(Ernest Rutherford), 로켓 과학에 기여한 윌리엄 피커링(William Pickering), DNA 발견에 기여한 모리스 윌킨스(Maurice Wilkins), 은하 형성 연구로 유명한 비어트리스 틴슬리(Beatrice Tinsley), 성형 수술의 선구자인 아치볼드 맥킨도(Archibald McIndoe), 그리고 전도성 고분자를 발견한 앨런 맥다이어미드(Alan MacDiarmid) 등이 대표적인 뉴질랜드의 과학자이다.
크라운 연구소(Crown Research Institutes, CRIs)는 기존의 정부 소유 연구 기관들을 통합하여 1992년에 설립되었다. 이들의 역할은 뉴질랜드의 경제, 환경, 사회 및 문화 전반에 걸쳐 새로운 과학, 지식, 제품 및 서비스를 연구하고 개발하는 것이다. 2018년 연구개발(R&D)에 대한 총 지출은 GDP의 1.37%로 증가했으며, 이는 2015년의 1.23%에서 상승한 수치이다. 뉴질랜드는 2017년 GDP 대비 연구개발 지출 비율에서 OECD 전체 국가 중 21위였다. 2023년 뉴질랜드는 글로벌 혁신 지수에서 27위를 기록했다.
뉴질랜드 우주청(New Zealand Space Agency)은 2016년에 우주 정책, 규제 및 부문 개발을 위해 뉴질랜드 정부가 설립했다. 로켓랩(Rocket Lab)은 뉴질랜드에서 첫 상업용 로켓 발사체로 주목받았다.
뉴질랜드의 대부분의 민간 및 상업 연구 기관은 농업 및 어업 부문에 집중하고 있다. 예로는 코스론 연구소, 가축 개선 공사(Livestock Improvement Corporation), 폰테라 연구 및 개발 센터(Fonterra Research and Development Centre), 브라가토 연구소(Bragato Research Institute), 키위프루트 육종 센터(Kiwifruit Breeding Centre), 그리고 B+LNZ 유전자 연구소가 있다.

## 인구

2017년 뉴질랜드의 인구 피라미드.

2023년 뉴질랜드 인구조사에서는 뉴질랜드의 거주 인구가 4,993,923명으로 집계되었으며, 이는 2018년 인구조사 수치에 비해 6.3% 증가한 것이다. 2024년 8월 기준으로 총 인구는 약 5,393,890명으로 증가했다. 뉴질랜드의 인구는 2020년 6월까지의 7년 동안 연평균 1.9%의 증가율을 기록했다. 2020년 9월, 뉴질랜드 통계청은 2019년 9월에 인구가 500만 명을 넘었다고 보고했으며, 이는 2018년 인구조사를 기반으로 한 인구 추정치에 따른 것이다.
오늘날 뉴질랜드의 인구는 북섬에 집중되어 있으며, 2023년 6월 기준으로 전체 인구의 약 76.5%가 북섬에, 23.5%가 남섬에 거주하고 있다. 20세기 동안 뉴질랜드의 인구는 북쪽으로 이동했다. 1921년에는 뉴질랜드 인구의 중간 중심이 마나와투-왕가누이 지역의 레빈 서쪽 태즈먼 해에 위치해 있었으나, 2017년에는 와이카토의 카위아 인근으로 북쪽으로 280km 이동했다.
뉴질랜드는 대체로 도시화된 국가로, 전체 인구의 84.2%가 도시에 거주하며, 인구 10만 명이 넘는 7개 도시에 전체 인구의 50.6%가 거주하고 있다. 오클랜드는 140만 명 이상의 주민이 거주하는 가장 큰 도시이다. 뉴질랜드의 도시는 국제적인 생활 가능성 측정에서 높은 순위를 차지하는 경우가 많다. 예를 들어, 2016년 머서 생활 질 조사에서 오클랜드는 세계에서 세 번째로 살기 좋은 도시로, 웰링턴은 열두 번째로 선정되었다.
2018년 인구조사 기준으로 뉴질랜드 인구의 중간 연령은 37.4세였으며, 2017-2019년 기대수명은 남성이 80.0세, 여성이 83.5세였다. 뉴질랜드는 대체 출산율을 밑돌고 있으며, 2020년 총 출산율은 1.6이었으나, 이는 OECD 평균보다 높은 수치이다. 2050년까지 중간 연령은 43세로 상승할 것으로 예상되며, 60세 이상 인구의 비율은 18%에서 29%로 증가할 것으로 예상된다. 2016년 주요 사망 원인은 30.3%를 차지한 암이었으며, 이어서 허혈성 심장 질환이 14.9%, 뇌혈관 질환이 7.4%를 차지했다. 2016년 기준으로 민간 부문 지출을 포함한 총 의료비 지출은 GDP의 9.2%에 달했다.
| 뉴질랜드 속 최대 도시나 마을 뉴질랜드 통계청 2023년 6월 통계치 (SSGA18) | 뉴질랜드 속 최대 도시나 마을 뉴질랜드 통계청 2023년 6월 통계치 (SSGA18) | 뉴질랜드 속 최대 도시나 마을 뉴질랜드 통계청 2023년 6월 통계치 (SSGA18) | 뉴질랜드 속 최대 도시나 마을 뉴질랜드 통계청 2023년 6월 통계치 (SSGA18) | 뉴질랜드 속 최대 도시나 마을 뉴질랜드 통계청 2023년 6월 통계치 (SSGA18) | 뉴질랜드 속 최대 도시나 마을 뉴질랜드 통계청 2023년 6월 통계치 (SSGA18) | 뉴질랜드 속 최대 도시나 마을 뉴질랜드 통계청 2023년 6월 통계치 (SSGA18) | 뉴질랜드 속 최대 도시나 마을 뉴질랜드 통계청 2023년 6월 통계치 (SSGA18) | 뉴질랜드 속 최대 도시나 마을 뉴질랜드 통계청 2023년 6월 통계치 (SSGA18) | 뉴질랜드 속 최대 도시나 마을 뉴질랜드 통계청 2023년 6월 통계치 (SSGA18) |
|                                                                         | 순위                                                                    |                                                                         | 행정 구역                                                               | 인구                                                                    | 순위                                                                    |                                                                         | 행정 구역                                                               | 인구                                                                    |                                                                         |
| ----------------------------------------------------------------------- | ----------------------------------------------------------------------- | ----------------------------------------------------------------------- | ----------------------------------------------------------------------- | ----------------------------------------------------------------------- | ----------------------------------------------------------------------- | ----------------------------------------------------------------------- | ----------------------------------------------------------------------- | ----------------------------------------------------------------------- | ----------------------------------------------------------------------- |
| 오클랜드 크라이스트처치                                                 | 1                                                                       | 오클랜드                                                                | 오클랜드                                                                | 1,478,800                                                               | 11                                                                      | 포리루아                                                                | 웰링턴                                                                  | 62,400                                                                  | 웰링턴 해밀턴                                                           |
| 오클랜드 크라이스트처치                                                 | 2                                                                       | 크라이스트처치                                                          | 캔터베리                                                                | 384,800                                                                 | 12                                                                      | 뉴플리머스                                                              | 타라나키                                                                | 59,600                                                                  | 웰링턴 해밀턴                                                           |
| 오클랜드 크라이스트처치                                                 | 3                                                                       | 웰링턴                                                                  | 웰링턴                                                                  | 215,200                                                                 | 13                                                                      | 로토루아                                                                | 베이오브플렌티                                                          | 58,900                                                                  | 웰링턴 해밀턴                                                           |
| 오클랜드 크라이스트처치                                                 | 4                                                                       | 해밀턴                                                                  | 와이카토                                                                | 185,300                                                                 | 14                                                                      | 팡가레이                                                                | 노스랜드                                                                | 56,900                                                                  | 웰링턴 해밀턴                                                           |
| 오클랜드 크라이스트처치                                                 | 5                                                                       | 타우랑가                                                                | 베이오브플렌티                                                          | 161,800                                                                 | 15                                                                      | 넬슨                                                                    | 넬슨                                                                    | 51,900                                                                  | 웰링턴 해밀턴                                                           |
| 오클랜드 크라이스트처치                                                 | 6                                                                       | 로어헛                                                                  | 웰링턴                                                                  | 113,000                                                                 | 16                                                                      | 헤이스팅스                                                              | 호크스베이                                                              | 51,500                                                                  | 웰링턴 해밀턴                                                           |
| 오클랜드 크라이스트처치                                                 | 7                                                                       | 더니딘                                                                  | 오타고                                                                  | 106,200                                                                 | 17                                                                      | 인버카길                                                                | 사우스랜드                                                              | 51,000                                                                  | 웰링턴 해밀턴                                                           |
| 오클랜드 크라이스트처치                                                 | 8                                                                       | 파머스턴노스                                                            | 마너와투왕거누이                                                        | 82,500                                                                  | 18                                                                      | 어퍼헛                                                                  | 웰링턴                                                                  | 45,400                                                                  | 웰링턴 해밀턴                                                           |
| 오클랜드 크라이스트처치                                                 | 9                                                                       | 네이피어                                                                | 호크스베이                                                              | 67,500                                                                  | 19                                                                      | 왕거누이                                                                | 마너와투왕거누이                                                        | 42,800                                                                  | 웰링턴 해밀턴                                                           |
| 오클랜드 크라이스트처치                                                 | 10                                                                      | 히비스커스코스트                                                        | 오클랜드                                                                | 63,400                                                                  | 20                                                                      | 기즈번                                                                  | 기즈번                                                                  | 38,200                                                                  | 웰링턴 해밀턴                                                           |

### 민족과 이민

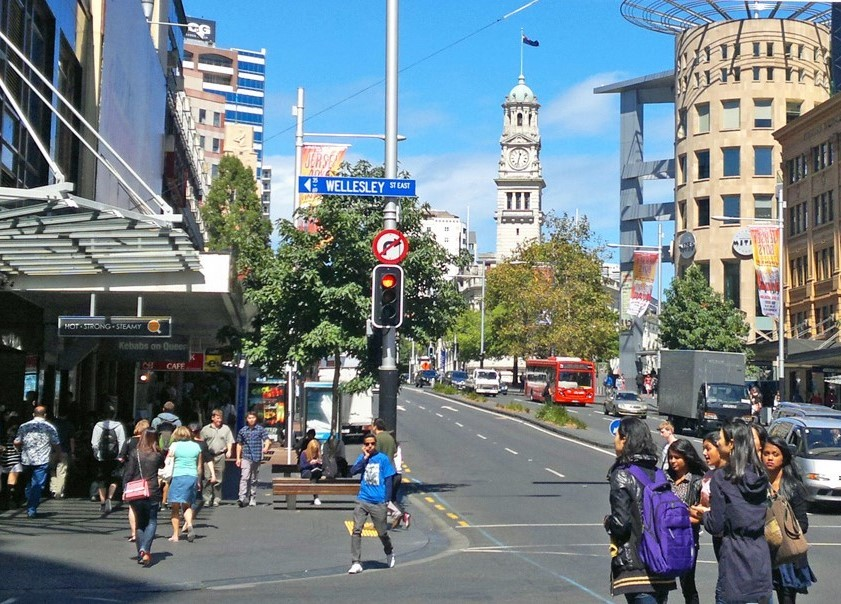
민족적 다양성을 가진 도시인 오클랜드의 퀸즈 스트리트.

2023년 인구 조사에 따르면 뉴질랜드 거주자의 67.8%가 유럽계, 17.8%가 마오리족이다. 다른 주요 민족 집단으로는 아시아계(17.3%)와 태평양 섬 주민(8.9%)이 있다. 최근 몇십 년간 뉴질랜드 인구는 더욱 다문화적이고 다양해졌다. 1961년 인구 조사에서는 뉴질랜드 인구의 92%가 유럽계, 7%가 마오리족이며, 아시아계와 태평양 소수 민족이 나머지 1%를 차지한다고 보고되었다. 그러나 뉴질랜드의 비유럽계 인구는 북섬, 특히 오클랜드 지역에 집중되어 있다. 오클랜드는 뉴질랜드 인구의 33%가 거주하고 있지만, 이곳에는 뉴질랜드 태평양계 인구의 62%와 아시아계 인구의 60%가 거주하고 있다.
뉴질랜드 시민의 공식적인 국적 명칭은 '뉴질랜드인'이지만, 비공식적으로는 '키위(Kiwi)'라는 용어를 외국인과 현지인들 모두 자주 사용한다. 마오리어 차용어인 '파케하(Pākehā)'는 유럽계 뉴질랜드인을 지칭하는 데 사용되었지만, 일부는 이 명칭을 거부한다. 오늘날 이 단어는 점점 더 모든 비폴리네시아계 뉴질랜드인을 지칭하는 데 사용되고 있다.
마오리족은 뉴질랜드에 도착한 첫 번째 사람들이었고, 그 뒤를 이어 초기 유럽인 정착민들이 도착했다. 식민지화 이후, 이민자들은 주로 영국, 아일랜드, 오스트레일리아 출신이었으며, 이는 백호 정책과 유사한 뉴질랜드의 제한적인 이민 정책들 때문이었다. 네덜란드, 달마티아, 독일, 이탈리아 이민자들도 상당수 있었으며, 오스트레일리아, 북아메리카, 남아메리카, 남아프리카 공화국을 통한 유럽계의 간접적인 이민도 있었다. 제2차 세계 대전 이후 뉴질랜드의 순 이민이 증가했으며, 1970년대와 1980년대에 이민 정책이 완화되어 아시아로부터의 이민이 촉진되었다. 2009년부터 2010년까지 뉴질랜드 이민국은 연간 45,000명에서 50,000명의 영구 거주 허가 목표를 설정했는데, 이는 뉴질랜드 거주자 100명당 1명 이상의 새로운 이민자를 의미한다. 2018년 인구 조사에서 조사된 사람들의 27.4%는 뉴질랜드에서 태어나지 않았으며, 이는 2013년 인구 조사에서 25.2%였던 것에 비해 증가한 수치이다. 뉴질랜드의 해외 출생 인구의 절반 이상(52.4%)이 오클랜드 지방에 거주하고 있다. 영국은 여전히 뉴질랜드 이민자 인구의 가장 큰 출처로 남아 있으며, 해외 출생 뉴질랜드인의 약 4분의 1이 영국에서 태어났다. 뉴질랜드의 해외 출생 인구의 다른 주요 본국적에는 중국, 인도, 오스트레일리아, 남아프리카 공화국, 피지, 사모아가 있다. 1990년대 후반에 유학생 수가 급격히 증가했으며, 2002년에는 20,000명 이상의 유학생이 공립 고등교육기관에서 공부하고 있었다.

### 언어

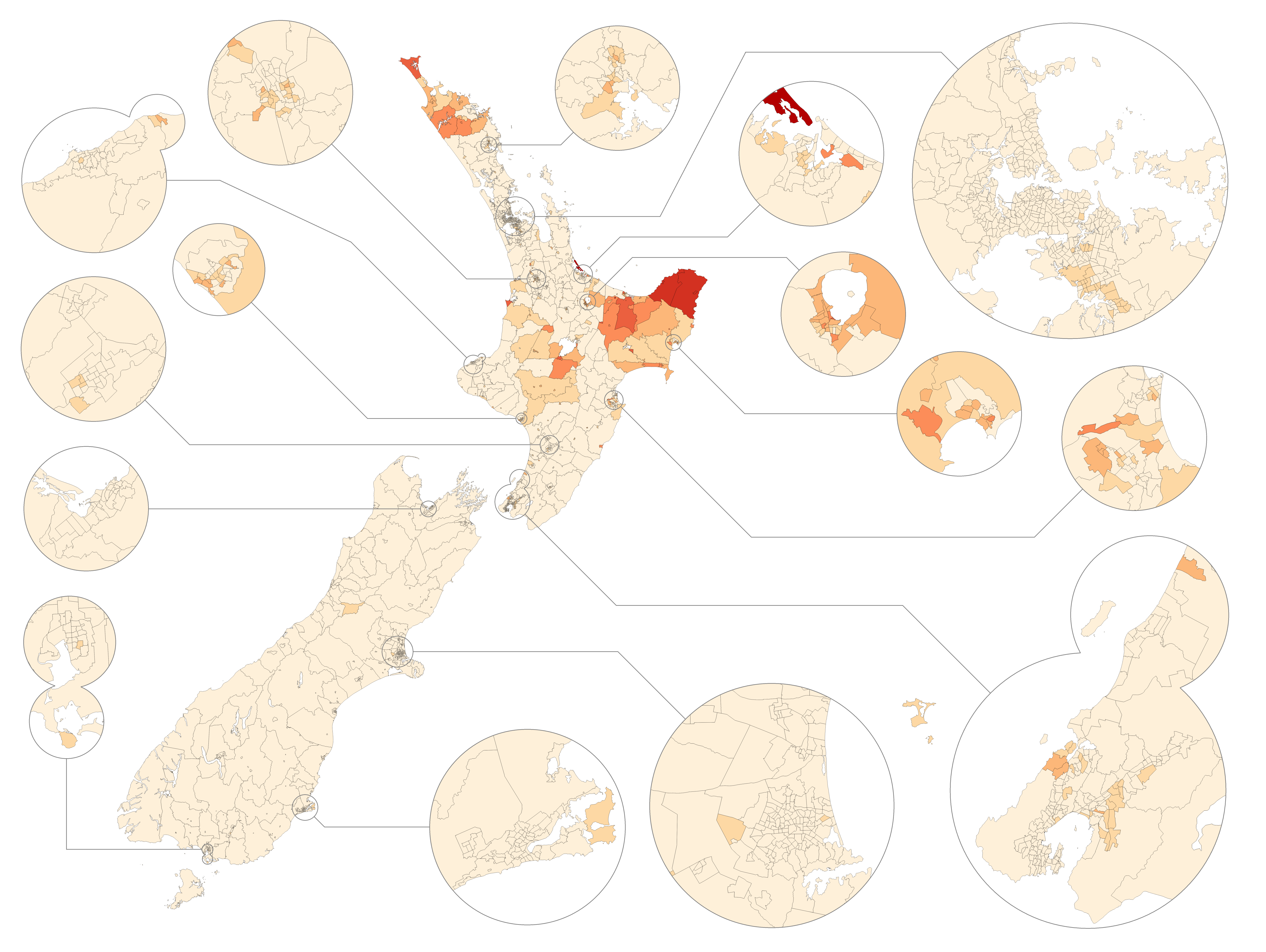
2013년 기준 뉴질랜드 지역별 마오리어 사용자 비율
5% 미만
5% 이상
10% 이상
20% 이상
30% 이상
40% 이상
50% 이상

뉴질랜드에서 영어는 95.4%의 인구가 사용하는 주요 언어이다. 뉴질랜드 영어는 독특한 억양과 어휘를 가진 영어의 한 종류이다. 이는 오스트레일리아 영어와 유사하며, 북반구 출신의 많은 사람들은 이 두 억양의 차이를 구분하기 어렵다. 뉴질랜드 영어 방언과 다른 영어 방언 간의 가장 두드러진 차이는 단모음의 변이에 있다: 'kit'의 짧은 i 소리가 슈와 소리(콤마와 about의 a 소리)로 중앙화되었고, 'dress'의 짧은 e 소리가 짧은 i 소리로 이동했으며, 'trap'의 짧은 a 소리가 짧은 e 소리로 이동했다.
제2차 세계 대전 후, 마오리족은 학교와 직장에서 자신들의 언어(테 레오 마오리)를 사용하는 것이 권장되지 않았거나 강제로 금지되었으며, 이는 소수의 외딴 지역에서만 공동체 언어로 존재하게 되었다. 1867년 제정된 원주민 학교법은 모든 학교에서 영어로 교육하도록 요구했으며, 아이들이 마오리어를 사용하는 것을 공식적으로 금지하는 정책은 없었지만 많은 아이들이 그렇게 할 경우 신체적 학대를 당했다. 최근 마오리어는 부흥 과정을 거쳤으며, 1987년 뉴질랜드의 공식 언어 중 하나로 선언되었고, 현재 인구의 4.0%가 이를 사용다. 현재 마오리어 집중 학교와 주로 마오리어로 방송하는 두 개의 텔레비전 채널이 있다. 많은 장소에서 마오리어와 영어 이름이 모두 공식적으로 인정받고 있다.
2018년 인구 조사에 따르면, 사모아어가 가장 널리 사용되는 비공식 언어(2.2%)이며, 그 다음으로 "북부 중국어"(관화 포함, 2.0%), 힌디어(1.5%), 프랑스어(1.2%)가 뒤를 이었다. 뉴질랜드 수화는 22,986명(0.5%)이 이해하는 것으로 보고되었으며, 2006년 뉴질랜드의 공식 언어 중 하나가 되었다.

### 종교

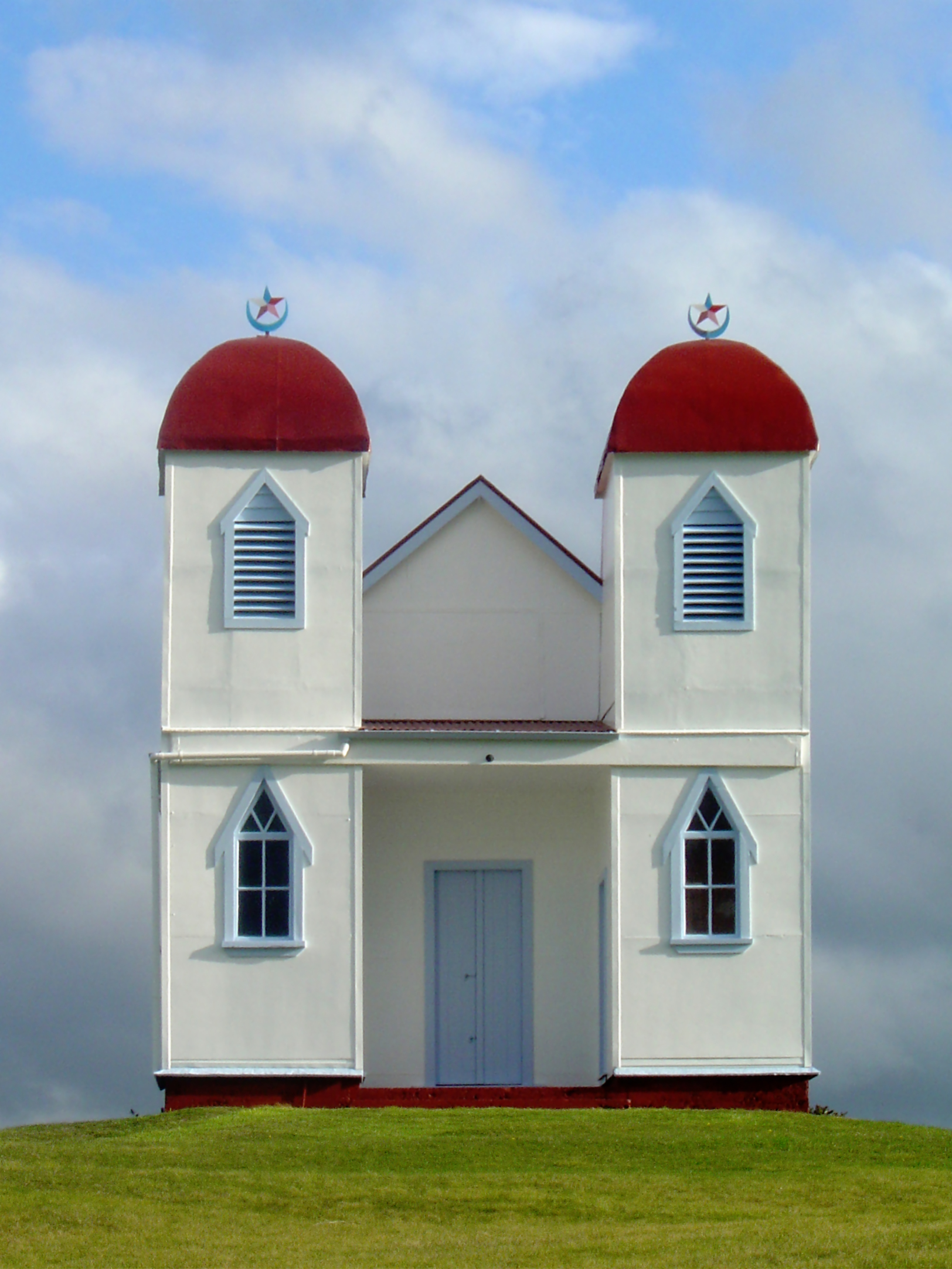
라에티히 근처 언덕에 있는 라타나 교회. 쌍탑 구조물이 라타나 건축양식의 특징이다.

기독교는 뉴질랜드에서 주된 종교이지만, 뉴질랜드 사회는 세계에서 가장 세속적인 사회 중 하나이다. 2018년 인구 조사에서 응답자의 44.7%가 하나 이상의 종교를 가지고 있다고 답했으며, 그중 37.0%는 기독교인이라고 밝혔다. 또 다른 48.5%는 종교가 없다고 답했다. 특정 기독교 교단에 속한 사람들 중 주요 응답은 성공회(6.7%), 로마 가톨릭(6.3%), 그리고 장로교(4.7%)였다. 마오리족을 기반으로 한 링가투와 라타나 교단(1.2%)도 기독교에서 유래했다. 최근 수십 년간 이민과 인구 변화는 힌두교(2.6%), 이슬람(1.3%), 불교(1.1%), 시크교(0.9%)와 같은 소수 종교의 성장에 기여했다. 오클랜드 지방은 뉴질랜드에서 가장 큰 종교적 다양성을 보이는 지역이다.

### 교육
뉴질랜드에서 초등학교와 중학교는 6세에서 16세 사이의 아동에게 의무화되어 있으며, 대부분의 아동은 5세부터 학교에 다닌다. 학제는 13년으로 구성되어 있으며, 뉴질랜드 시민과 영주권자는 5번째 생일부터 19세가 되는 해의 연말까지 공립학교에 무료로 다닐 수 있다. 뉴질랜드는 성인 문해율이 99%이며, 15세에서 29세 사이 인구의 절반 이상이 고등 교육 자격을 보유하고 있다. 뉴질랜드에는 정부 소유의 고등 교육 기관이 다섯 종류 있는데, 대학, 교육대학, 폴리테크닉, 전문대학, 그리고 와나가, 이 외에도 민간 교육 기관이 있다. 2021년 기준으로, 25세에서 64세 인구 중 13%는 공식적인 자격이 없고, 21%는 학교 자격을 가지고 있으며, 28%는 고등 교육 수료증이나 디플로마를 보유하고 있고, 35%는 학사 학위 이상을 보유하고 있다. OECD의 국제 학업 성취도 평가(PISA)에 따르면 뉴질랜드는 수학에서 OECD 국가 중 28위, 과학에서 13위, 독해에서 11위를 차지했다.

## 문화
초기 마오리족은 열대 지역에 기반을 둔 동부 폴리네시아 문화를 보다 크고 다양한 환경에 맞춰 적응시키면서, 결국 그들만의 독특한 문화를 발전시켰다. 사회 조직은 주로 공동체 중심으로 이루어졌으며, 가족(whānau), 하위 부족(hapū), 부족(iwi)들이 집단을 이루어 살았다. 이들 부족은 족장(rangatira)에 의해 다스려졌으며, 족장의 위치는 공동체의 승인을 받아야 했다. 영국과 아일랜드에서 이주한 사람들은 자신들의 문화를 뉴질랜드에 가져왔으며, 마오리 문화에도 영향을 미쳤다. 특히 기독교의 도입이 중요한 역할을 했다. 그러나 마오리족은 여전히 부족 집단에 대한 충성을 자신의 정체성의 중요한 부분으로 여기며, 마오리족의 친족 관계는 다른 폴리네시아 민족들의 그것과 유사하다. 최근에는 미국 문화, 오스트레일리아 문화, 아시아 문화, 그리고 다른 유럽 문화들이 뉴질랜드에 영향을 미쳤다. 또한 마오리족이 아닌 폴리네시아 문화도 뚜렷하게 드러나고 있는데, 세계 최대의 폴리네시아 축제인 파시피카(Pasifika)가 현재 오클랜드에서 매년 열리고 있다.
초기 뉴질랜드의 주로 농촌 중심의 생활 방식은 뉴질랜드인들을 강인하고 부지런한 문제 해결사로 묘사하게 만들었다. 겸손이 요구되었고, '톨 포피 증후군'(tall poppy syndrome)을 통해 높은 성취를 이룬 사람들은 가혹한 비판을 받았다. 당시 뉴질랜드는 학구적인 나라는 아니었다. 20세기 초부터 1960년대 후반까지 뉴질랜드 정부는 마오리족을 영국계 뉴질랜드인으로 동화시키려는 조치의 일환으로 마오리 문화를 억압했다. 1960년대에는 고등 교육의 기회가 확대되고 도시가 팽창하면서 도시 문화가 뉴질랜드를 지배하기 시작했다. 그러나 농촌 이미지와 주제는 뉴질랜드의 예술, 문학, 미디어에서 여전히 흔하게 나타난다.
뉴질랜드의 국가 상징은 자연, 역사, 그리고 마오리 문화에서 영향을 받았다. 은고사리(silver fern) 군대의 표식과 스포츠 팀의 유니폼에 등장하는 상징이다. 뉴질랜드에서 고유한 것으로 여겨지는 대중문화의 특정 항목들은 '키위아나'(Kiwiana)라고 불린다.

### 예술

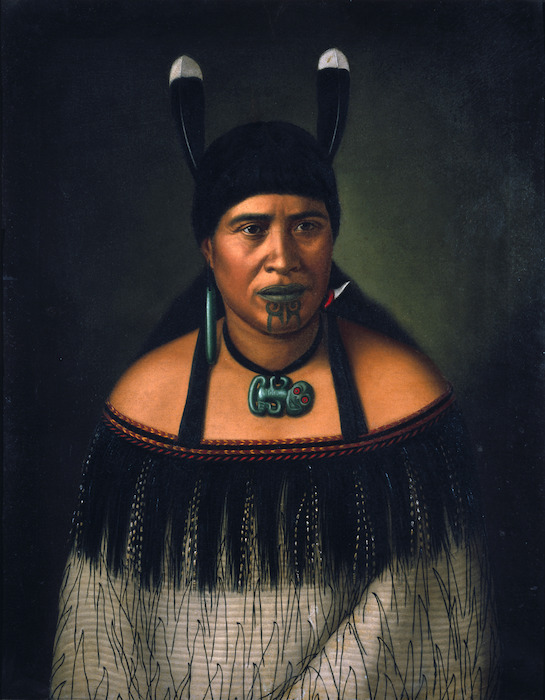
힌에파레의 초상화 (나티 카훙구누 부족) - 고트프리트 린다우어가 그린 이 초상화에는 턱에 새긴 타 모코(tā moko) 문신, 포우나무(녹옥)로 만든 헤이티키(hei-tiki) 목걸이, 그리고 직조한 망토가 묘사되어 있다.

마오리 문화의 부흥의 일환으로, 전통적인 조각과 직조 기술이 현재 더 널리 실천되고 있으며, 마오리 예술가들의 수와 영향력이 증가하고 있다. 대부분의 마오리 조각은 인간 형상을 특징으로 하며, 일반적으로 세 손가락을 가지고 있고, 자연스러우면서도 세밀한 머리나 기괴한 머리를 표현한다. 나선형, 능선, 톱니 및 물고기 비늘로 이루어진 표면 패턴이 대부분의 조각을 장식한다. 가장 중요한 마오리 건축물은 상징적인 조각과 삽화로 장식된 조각 회관(wharenui)이었으며, 이 건물들은 원래 계속 재건축되어 다양한 욕구나 필요에 따라 변화하고 적응하도록 설계되었다.
마오리족은 건물, 카누, 전사비의 하얀 나무를 빨간색(적갈색과 상어 지방을 혼합한 것)과 검은색(그을음으로 만든 것) 페인트로 장식하고, 동굴 벽에 새, 파충류 및 기타 디자인을 그렸다. 마오리 문신(moko)은 고무와 섞은 그을음을 뼈 끌로 살에 새겨넣어 만들어졌다. 유럽인들이 도착한 이후로는 회화와 사진이 주로 풍경을 다뤘으며, 이는 예술 작품이 아닌 뉴질랜드를 사실적으로 묘사하기 위한 것이었다. 마오리 초상화 또한 흔했으며, 초기 화가들은 종종 마오리족을 문명에 오염되지 않은 이상적인 인종으로 묘사했다. 뉴질랜드의 고립성으로 인해 유럽의 예술적 경향이 지연되었고, 지역 예술가들이 자신만의 독특한 지역주의 스타일을 발전시킬 수 있었다. 1960년대와 1970년대 동안 많은 예술가들이 전통적인 마오리 기법과 서양 기법을 결합하여 독특한 예술 형식을 창조했다. 뉴질랜드의 예술과 공예는 점차 국제적 관객을 얻었으며, 2001년 베니스 비엔날레와 2004년 뉴욕의 "파라다이스 나우" 전시회에서 전시되었다.
마오리 망토는 섬세한 아마 섬유로 만들어지며, 검은색, 빨간색, 흰색의 삼각형, 다이아몬드 및 기타 기하학적 모양으로 패턴이 구성된다. 그린스톤은 귀걸이와 목걸이로 가공되었으며, 가장 잘 알려진 디자인은 무릎을 꿇고 머리를 옆으로 기울인 왜곡된 인간 형상인 헤이티키(hei-tiki)이다. 유럽인들은 영국식 패션 에티켓을 뉴질랜드에 도입했으며, 1950년대까지 대부분의 사람들은 사교 모임을 위해 옷을 갖춰 입었다. 그 이후로는 기준이 완화되었고, 뉴질랜드 패션은 캐주얼하고 실용적이며 다소 평범하다는 평판을 얻게 되었다. 그러나 2000년 이후로 뉴질랜드 현지의 패션 산업은 크게 성장하여 수출이 두 배로 늘었고, 토종 브랜드 개수 역시 약 50개로 증가했으며, 일부 브랜드는 국제적인 인정을 받았다.

### 문학
마오리족은 아이디어를 공유하기 위한 수단으로 빠르게 글쓰기를 채택했으며, 많은 구전 이야기와 시가 문자 형태로 전환되었다. 초기의 대부분의 영어 문학은 영국에서 들여온 것이었고, 1950년대에 이르러서야 현지 출판사가 증가하면서 뉴질랜드 문학이 널리 알려지기 시작했다. 여전히 전 세계적인 경향(모더니즘)과 사건(대공황)에 크게 영향을 받았지만, 1930년대 작가들은 점점 더 뉴질랜드에서 얻은 경험에 초점을 맞춘 이야기를 발전시키기 시작했다. 이 시기 동안 문학은 저널리즘 활동에서 더 학문적인 방향으로 변화했다. 세계 대전에 참여하면서 일부 뉴질랜드 작가들은 뉴질랜드 문화에 대한 새로운 관점을 얻게 되었고, 전후 대학이 확장되면서 현지 문학이 번성했다. 한편 더니딘은 유네스코 문학 창의도시로 지정되었다.

### 언론 및 엔터테인먼트

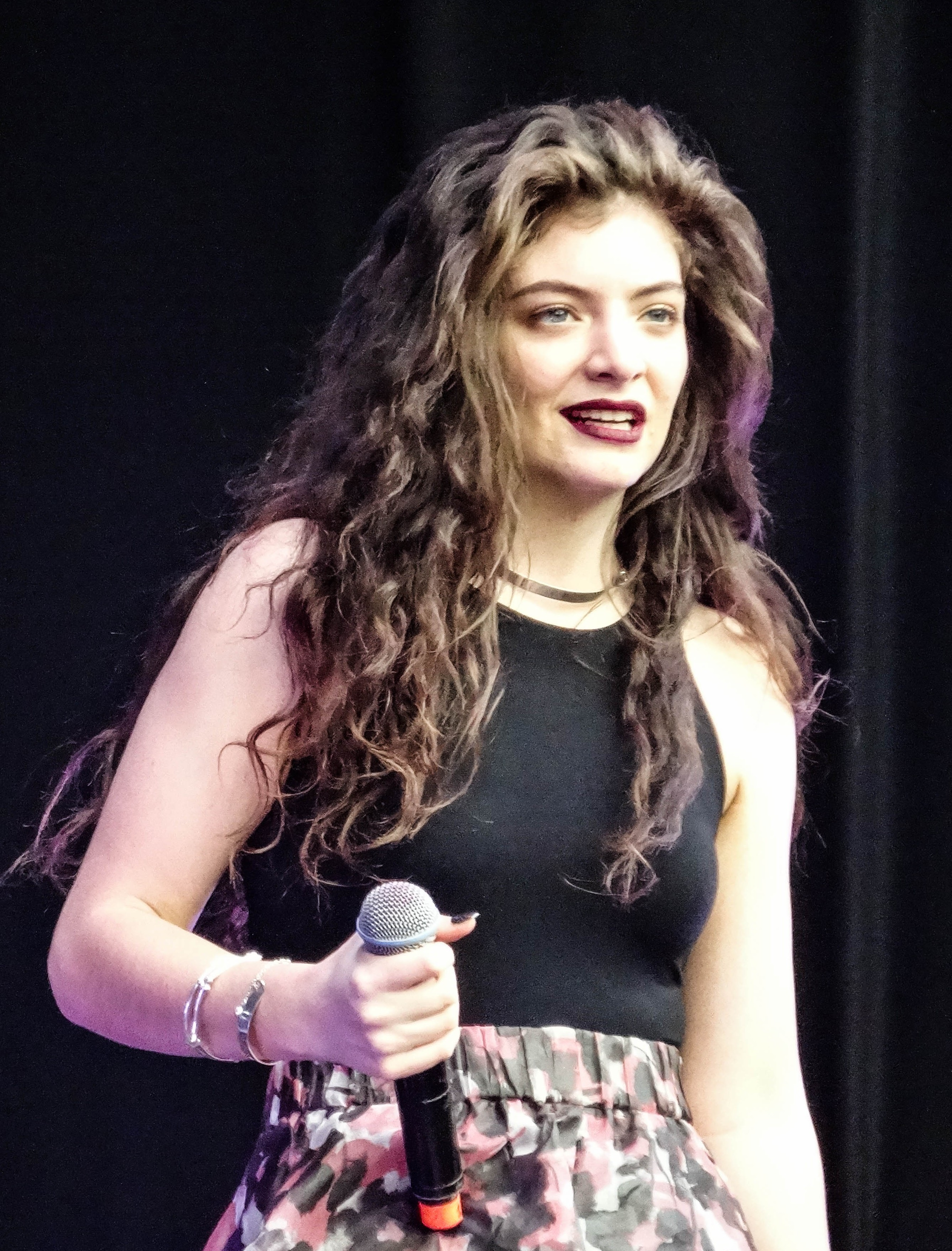
로드는 세계에서 가장 성공한 뉴질랜드 아티스트 중 한 명이다.

뉴질랜드 음악은 블루스, 재즈, 컨트리 음악, 로큰롤, 힙합의 영향을 받았으며, 이들 장르 중 많은 것들이 뉴질랜드 고유의 해석을 더해 발전했다. 마오리족은 고대 동남아시아 기원에서 전래된 전통적인 노래와 찬트를 발전시켰으며, 수 세기 동안의 고립 이후 독특하게 "단조롭고" "애조를 띤" 소리를 만들어냈다. 플루트와 트럼펫은 악기로 사용되거나 전쟁이나 특별한 행사 동안 신호 장치로 사용되었다. 초기 이주민들은 자신들의 민족 음악을 가져왔고, 관악단과 합창 음악이 인기를 끌었으며, 1860년대부터 음악가들이 뉴질랜드를 순회 공연하기 시작했다. Pipe bands became widespread during the early 20th century. 20세기 초반에는 파이프 밴드가 널리 퍼졌다. 뉴질랜드 음반 산업은 1940년대 이후부터 발전하기 시작했으며, 많은 뉴질랜드 음악가들이 영국과 미국에서 성공을 거두었다. 일부 아티스트는 마오리어로 된 노래를 발표하며, 마오리 전통에 기반한 예술인 카파 하카(kapa haka: 노래와 춤)도 다시 부흥하고 있다. 뉴질랜드 음악상은 Recorded Music NZ에 의해 매년 개최되며, 이 상은 1965년에 레킷 앤 콜먼이 주최한 Loxene Golden Disc Awards로 처음 시작되었다. Recorded Music NZ는 또한 뉴질랜드의 공식 주간 음반 차트를 발행한다.
공영 라디오는 1922년에 뉴질랜드에 도입되었고, 국영 텔레비전 서비스는 1960년에 시작되었다. 1980년대의 규제 완화로 라디오와 텔레비전 방송국의 수가 급격히 증가했다. 뉴질랜드 텔레비전은 주로 미국과 영국 프로그램을 방송하며, 많은 오스트레일리아 및 현지 프로그램도 방영한다. 뉴질랜드 영화의 수는 1970년대 동안 크게 증가했다. 1978년에 뉴질랜드 영화위원회가 현지 영화 제작자들을 지원하기 시작하면서, 많은 영화들이 세계적인 관객을 확보하고 일부는 국제적으로 인정받았다. 뉴질랜드에서 가장 높은 흥행 수익을 기록한 영화로는 《내 인생 특별한 숲속 여행》, 《보이》, 《세상에서 가장 빠른 인디언》, 《웨일 라이더》, 《전사의 후예》, 《천상의 피조물》, 《피아노》가 있다. 뉴질랜드의 다양한 풍경과 알맞은 크기, 그리고 정부의 지원책 덕분에 《반지의 제왕》과 《호빗》 영화 삼부작, 《아바타》, 《나니아 연대기》, 《킹콩》, 《엑스맨 탄생: 울버린》, 《라스트 사무라이》, 《파워 오브 도그》 등 유명한 대규모 예산 영화들이 뉴질랜드에서 촬영되었다. 뉴질랜드 미디어 산업은 소수의 회사가 지배하고 있으며, 대부분이 외국 소유이지만 일부 텔레비전과 라디오 방송국은 여전히 국영으로 운영된다. 1994년 이후로 프리덤 하우스는 뉴질랜드의 언론 자유를 일관되게 세계 상위 20위 안에 넣었으며, 2015년 기준으로 뉴질랜드는 19번째로 자유로운 언론을 가지고 있다.

### 요리

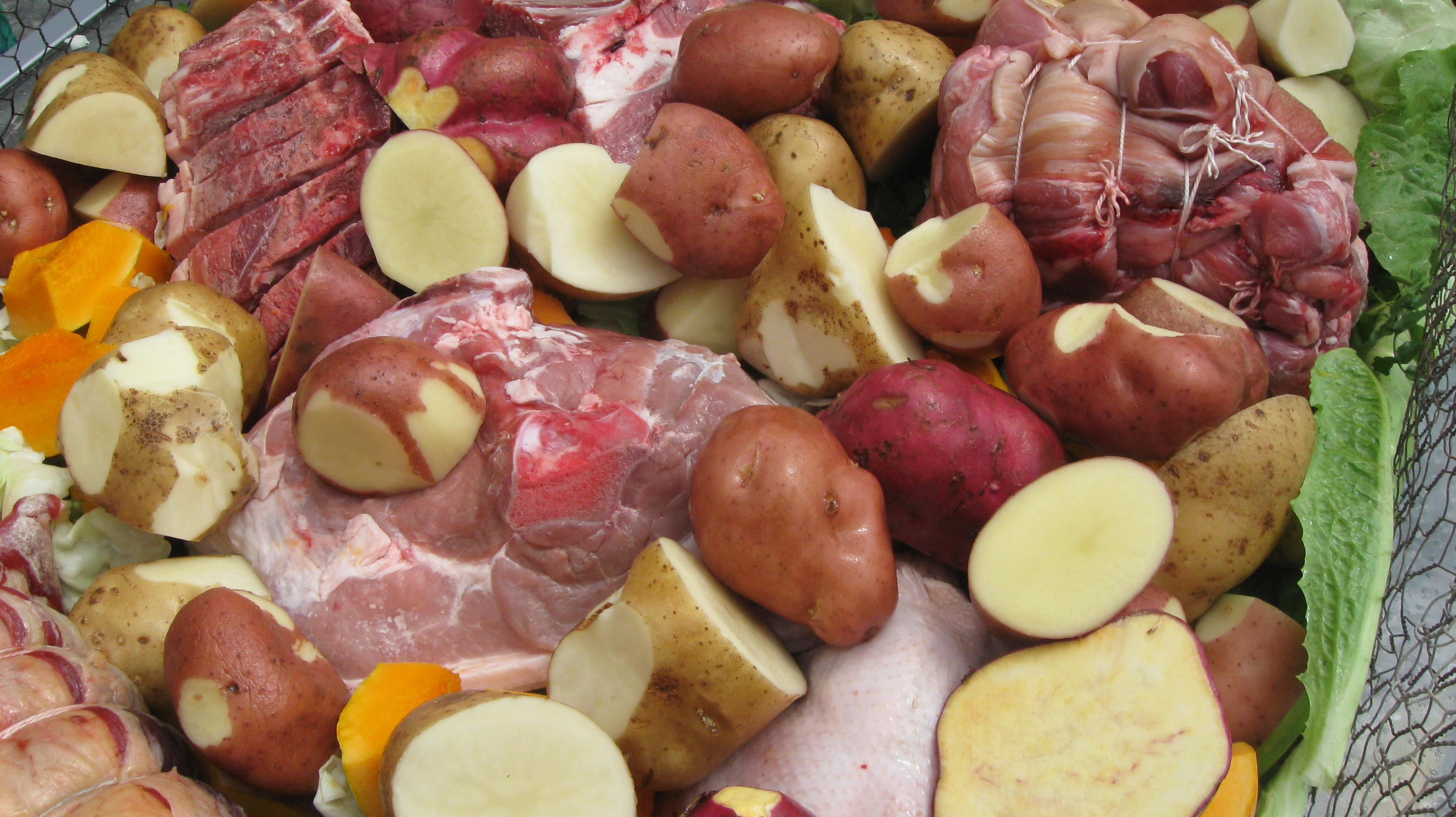
항이의 재료.

뉴질랜드의 국민 요리는 태평양 연안 요리로 묘사되며, 원주민인 마오리 요리와 유럽, 폴리네시아, 아시아에서 온 정착민과 이민자들이 도입한 다양한 요리 전통을 포함한다. 뉴질랜드는 육지와 바다에서 생산물을 얻으며, 옥수수, 감자, 돼지와 같은 대부분의 작물과 가축은 초기 유럽 정착민들에 의해 점차 도입되었다. 독특한 재료나 요리로는 양고기, 연어, 가재(kōura), 칠레 굴, 뱅어, 전복(pāua), 홍합, 가리비, 피피와 투아투아(뉴질랜드산 조개류), 고구마(kūmara), 키위, 타마릴로, 그리고 국민 디저트로 여겨지는 파블로바가 있다. 항이는 뜨겁게 달군 돌을 구덩이 오븐에 묻어 음식을 조리하는 전통적인 마오리 요리 방법으로, 탕이항아 같은 특별한 행사에서 여전히 대규모 모임을 위해 사용된다.

### 스포츠

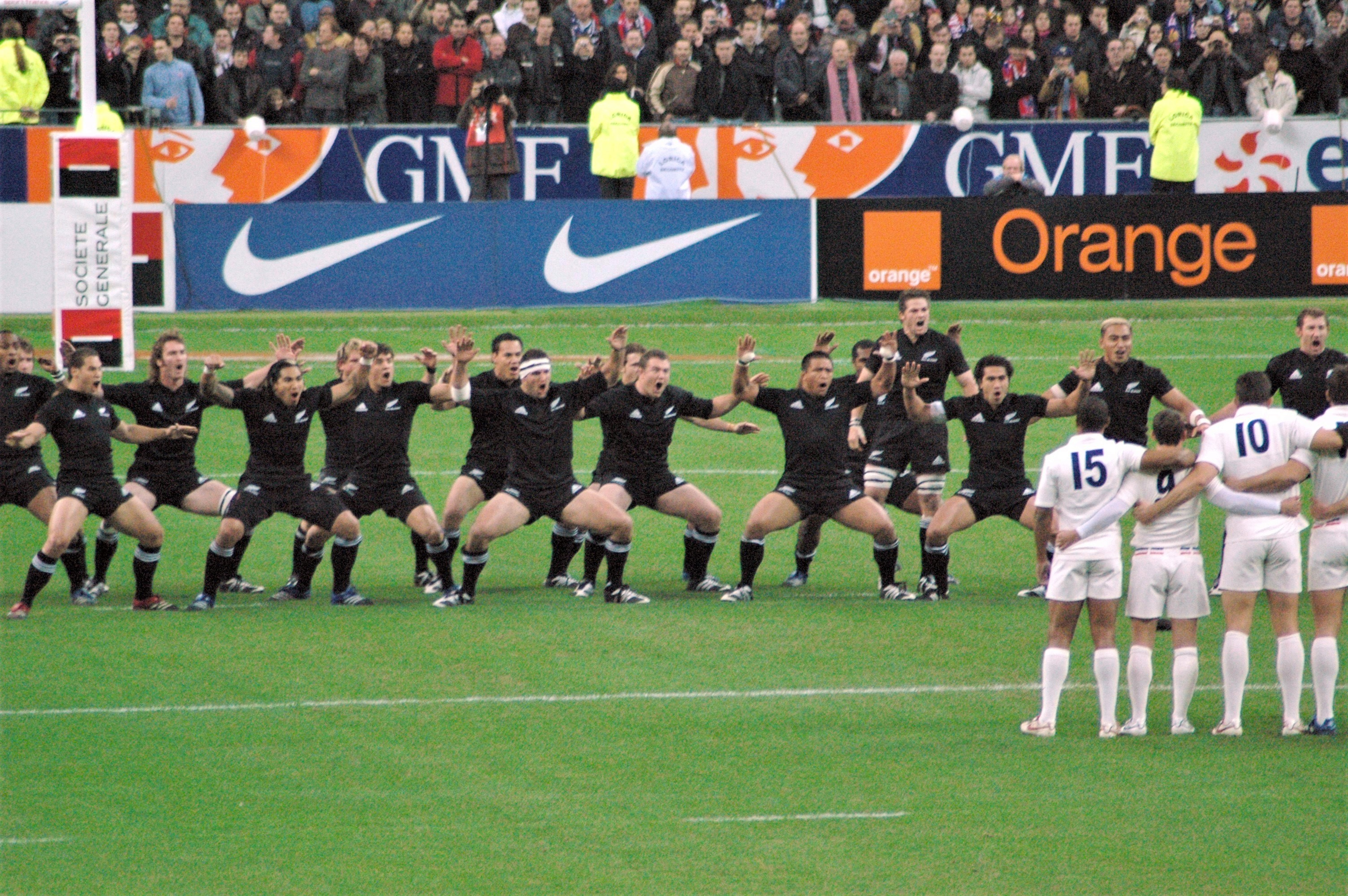
뉴질랜드 럭비 유니언 국가대표팀(올 블랙스)가 게임 이전에 하카를 추고 있다. 하카는 발을 밟으며 강렬한 움직임을 선보이는 마오리 전통의 춤이다.

뉴질랜드의 주요 스포츠 종목 대부분은 영국이 기원이다. 럭비 유니언은 국민 스포츠로 여겨지며, 가장 많은 관중을 끌어모은다. 골프, 네트볼, 테니스, 크리켓은 성인 참여율이 가장 높으며, 네트볼, 럭비 유니언, 축구는 특히 젊은 층 사이에서 인기가 많다. 경마는 뉴질랜드에서 가장 인기 있는 관람 스포츠 중 하나로, 1960년대에 "럭비, 경마, 맥주" 하위문화의 일부였다. 뉴질랜드 청소년의 약 54%가 학교에서 스포츠에 참여하고 있다. 1880년대 후반과 1900년대 초반에 오스트레일리아와 영국에서 있었던 성공적인 럭비 투어는 초기부터 국가 정체성을 심어주는 역할을 했다. 마오리족의 유럽 스포츠 참여는 특히 럭비에서 두드러졌으며, 국가 대표팀은 국제 경기 전에 전통적인 마오리 도전 의식인 하카를 공연한다. 뉴질랜드는 극한 스포츠, 모험 관광, 그리고 저명한 뉴질랜드인 에드먼드 힐러리 경의 성공에서 볼 수 있듯이 등산에 대한 강한 전통으로 잘 알려져 있다. 자전거 타기, 낚시, 수영, 달리기, 트램핑, 카누 타기, 사냥, 스노우 스포츠, 서핑, 항해와 같은 다른 야외 활동도 뉴질랜드에서 인기가 많다. 뉴질랜드는 1995년부터 아메리카 컵 요트 대회에서 꾸준히 성공을 거두고 있다. 폴리네시아 스포츠인 와카 아마 경주는 1980년대 이후 뉴질랜드에서 다시 관심을 끌고 있다.
뉴질랜드는 럭비 유니언, 럭비 리그, 네트, 크리켓, 소프트볼, 항해 분야에서 국제적으로 경쟁력 있는 팀을 보유하고 있다. 뉴질랜드는 1908년과 1912년 하계 올림픽에 오스트레일리아와 공동 팀으로 참가한 후, 1920년에 처음으로 독자적으로 참가했다. 뉴질랜드는 최근 올림픽에서 인구 대비 메달 획득 비율이 높은 국가이다. 뉴질랜드의 국가 럭비 유니언 팀인 올 블랙스는 국제 럭비 역사상 가장 성공적인 팀이다. 그들은 럭비 월드컵에서 세 차례 우승했다.

## 인용
- Bain, Carolyn (2006). 《New Zealand》. Lonely Planet. ISBN 1-74104-535-5.
- Garden, Donald (2005).  Stoll, Mark, 편집. 《Australia, New Zealand, and the Pacific: An Environmental History》. "Nature and Human Societies" series. ABC-Clio/Greenwood. ISBN 978-1-57607-868-6.
- Hay, Jennifer; Maclagan, Margaret; Gordon, Elizabeth (2008). 《Dialects of English: New Zealand English》. Edinburgh University Press. ISBN 978-0-7486-2529-1.
- Kennedy, Jeffrey (2007). 〈Leadership and Culture in New Zealand〉.   Chhokar, Jagdeep; Brodbeck, Felix; House, Robert. 《Culture and Leadership Across the World: The Globe Book of In-depth Studies of 25 Societies》. Psychology Press. ISBN 978-0-8058-5997-3.
- King, Michael (2003). 《The Penguin History of New Zealand》. Penguin Books. ISBN 978-0-14-301867-4.
- Mein Smith, Philippa (2005). 《A Concise History of New Zealand》. 케임브리지 대학교 출판부. ISBN 0-521-54228-6.
- Palmer, Matthew (2008). 《The Treaty of Waitangi in New Zealand's Law and Constitution》. 웰링턴 빅토리아 대학교 출판부. ISBN 978-0-86473-579-9.
- Smelt, Roselynn; Jui Lin, Yong (2009). 《New Zealand》. "Cultures of the World" series 2판. New York: 마셜 카벤디시. ISBN 978-0-7614-3415-3.